# Chińskie brązy rytualne

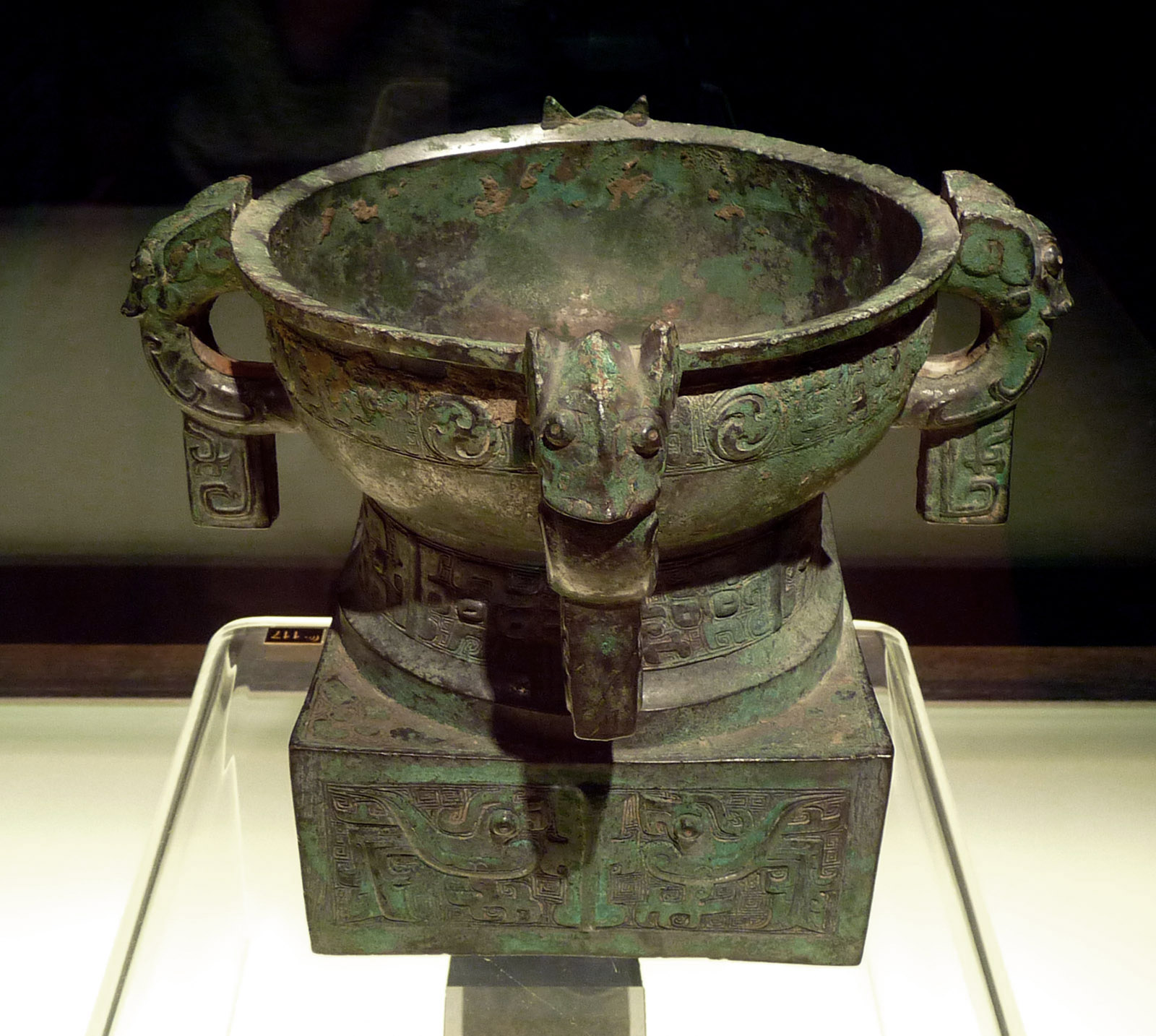
Naczynie typu gui, z uchwytami w kształcie głów zwierzęcych i zdobione wzorem zwierzęco-geometrycznym. Muzeum Szanghajskie

Chińskie brązy rytualne – pochodzące z czasów dynastii Shang i Zhou zdobione (czasem bardzo bogato) przedmioty z brązu, przede wszystkim naczynia służące do celów rytualnych, zarówno religijnych, jak i dworskich. Stanowią świadectwo kunsztu odlewniczego starożytnych Chińczyków, od czasów starożytnych były przedmiotem kolekcjonerstwa. Często są zdobione napisami we wczesnym piśmie chińskim.

## Historia

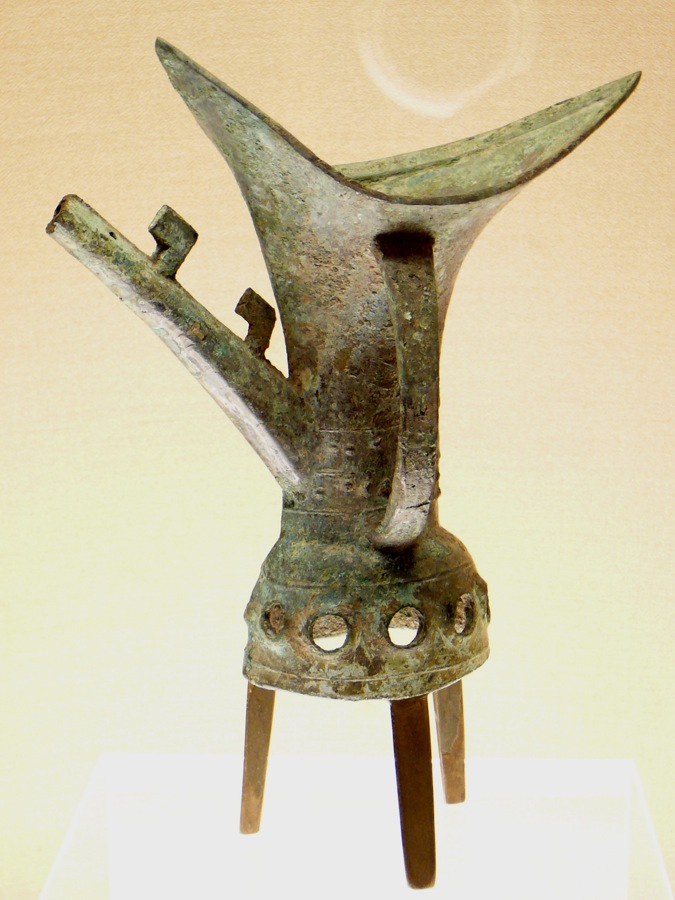
Wczesny (XVIII w. p.n.e.) puchar typu jue, kultura Erlitou. Muzeum Szanghajskie

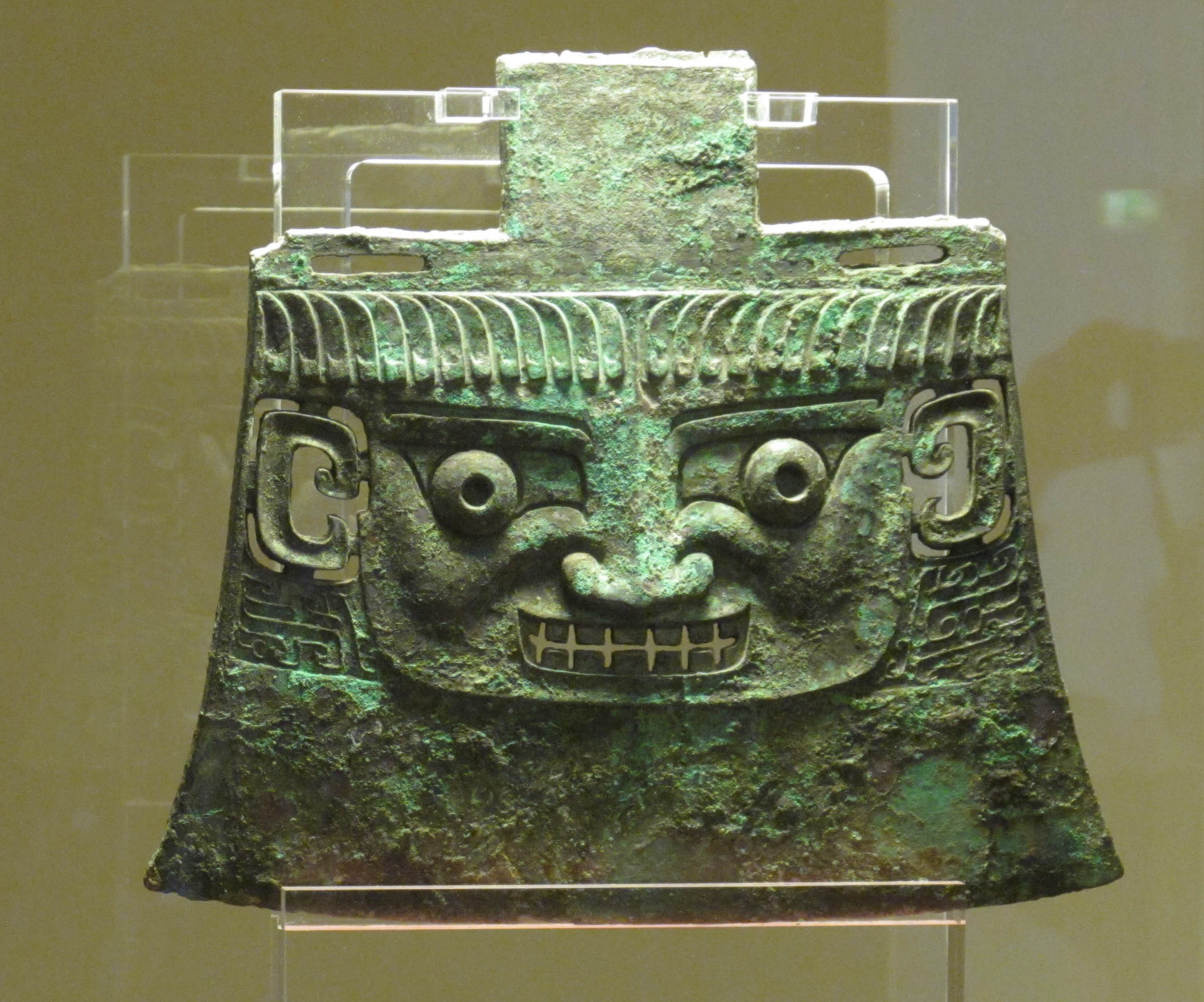
Ozdobny, rytualny topór typu yue, z wzorem maski taotie. Museum für Asiatische Kunst w Berlinie

Umiejętność wytopu brązu pojawiła się w Chinach stosunkowo późno, niemniej ok. 2000 p.n.e. z lokalnych kultur neolitycznych wykształciła się bardziej zaawansowana cywilizacja, z wyraźną stratyfikacją społeczną, której państwowości zarządzane były z religijno-politycznego centrum. Tę przechodnią kulturę wczesnego brązu wiąże się czasem z półlegendarną dynastią Xia. Pierwsza w pełni rozwinięta kultura brązu w Chinach, Shang (XVI w.- 1045 p.n.e.) charakteryzowała się już bardzo wysokim technologicznym zaawansowaniem swoich wyrobów.
Podstawowe rodzaje przedmiotów z brązu w starożytnych Chinach to broń, instrumenty muzyczne, ozdoby wozów i rzędów końskich, a przede wszystkim naczynia rytualne. Rytualna broń miała formę podobną do użytkowej, ale była bogato zdobiona, czasem inkrustowana metalami szlachetnymi czy półszlachetnymi kamieniami. Uprzęże końskie i osprzęt wozów spotyka się stosunkowo rzadko, naczynia natomiast są znajdowane bardzo licznie. Nie służyły one celom użytkowym (na co dzień używano naczyń ceramicznych, drewnianych, bambusowych itp.). Naczyń brązowych używano podczas ceremonii: podczas uczt rytualnych, jako ofiary grobowe czy jako element wyposażenia świątyń. Były ofiarowywane jako znak królewskiej przychylności, lub przy okazji nadania tytułu; ich posiadanie było oznaką wysokiego statusu społecznego (oraz swoistą lokatą kapitału). Odnaleziono ich bardzo znaczne ilości, a pojedyncze grobowce mogą zawierać nawet kilkaset przedmiotów – przykładowo w grobowcu Fu Hao znaleziono ich 460, w tym ponad 200 naczyń, 130 sztuk broni, 27 noży i 23 dzwony.
Tak znaczna liczba przedmiotów z brązu, w szczególności jako ofiar grobowych, jest także wskaźnikiem ważności obrzędów, w szczególności kultu przodków, oraz umiejętności organizacyjnych za czasów dynastii Shang. Produkcja brązu, zwłaszcza na wielką skalę, wymaga mobilizacji wielkich zasobów ludzkich do wydobycia rud, ich transportu, wytopu metalu, produkcji form, wreszcie produkcji samych naczyń. Fakt, że tak kosztowne przedmioty przeznaczano przede wszystkim do celów rytualnych i grzebano w grobach, świadczy o wadze tych rytuałów.
Po zjednoczeniu Chin, naczynia brązowe straciły swoją tradycyjną funkcję sakralną. Naczynia i przedmioty z czasów dynastii Han mają dużo prostszą, utylitarną formę, a specyficzne typy naczyń znanych z czasów Shang i Zhou zanikły. Jednak pamięć o nich była żywa – przykładowo Pierwszy Cesarz Chin, a także jeden z cesarzy dynastii Han, starali się odzyskać zagubione trójnogi odlane przez legendarnego Wielkiego Yu, które symbolizowały jedność Chin. 1000 lat po upadku dynastii Zhou, cesarzowa Wu Zetian nakazała odlać takich dziewięć trójnogów, by wesprzeć symbolicznie swoje prawa do panowania. Były też obiektem kolekcjonerstwa (jednym z ich miłośników był cesarz Song Huizong z XII w.), a co za tym idzie – częstych fałszerstw (szczególnie wymyślnych sposobów używano, by osiągnąć efekt pięknej zielonej patyny pokrywającej oryginalne starożytne brązy).

## Technologia
Pierwsze wyroby brązowe były wykonywane z cienkiego metalu, ale stopniowo stawały się coraz masywniejsze, w późnej epoce Shang osiągając często masę ponad 100 kg (największy znany czwórnóg ding ma ponad 800 kg i 1,2 m wysokości). Choć technologia brązu rozwinęła się w Chinach stosunkowo szybko, osiągnęła niezwykle wysoki poziom, przewyższający osiągnięcia większości porównywalnych kultur na świecie.
W zależności od typu przedmiotu używano metalu o różnych proporcjach – wedle księgi Kao gongzhi z okresu Królestw Walczących, dzwony odlewano z brązu ubogiego w cynę (1 część cyny na 5 części miedzi), broń jak topory – ze stopu o proporcjach 3:1, groty strzał i noże – 3:2, a lustra – z najcenniejszego brązu, składającego się w równych częściach z miedzi i cyny. Chemiczna analiza shangowskich brązów wykazała, poza miedzią, zawartość cyny od 5 do 30%, 2–3% ołowiu i śladowe ilości zanieczyszczeń. Większa niż zazwyczaj zawartość ołowiu zwiększała płynność stopu, co zapobiegało powstawaniu bąbli i umożliwiało lepsze wypełnienie nawet drobnych elementów formy. M.in. dlatego przekrój wyżłobień na powierzchni naczyń jest w pełni prostokątny, a nie półokrągły czy nieregularny. Mniejsze obiekty wytwarzano metodą wosku traconego, większe odlewano w wieloczęściowych formach. Rękojeści i nogi naczyń odlewano osobno i lutowano do zasadniczego naczynia lub przed odlaniem głównej części montowano je w formie tak, by zespoiły się z korpusem naczynia.

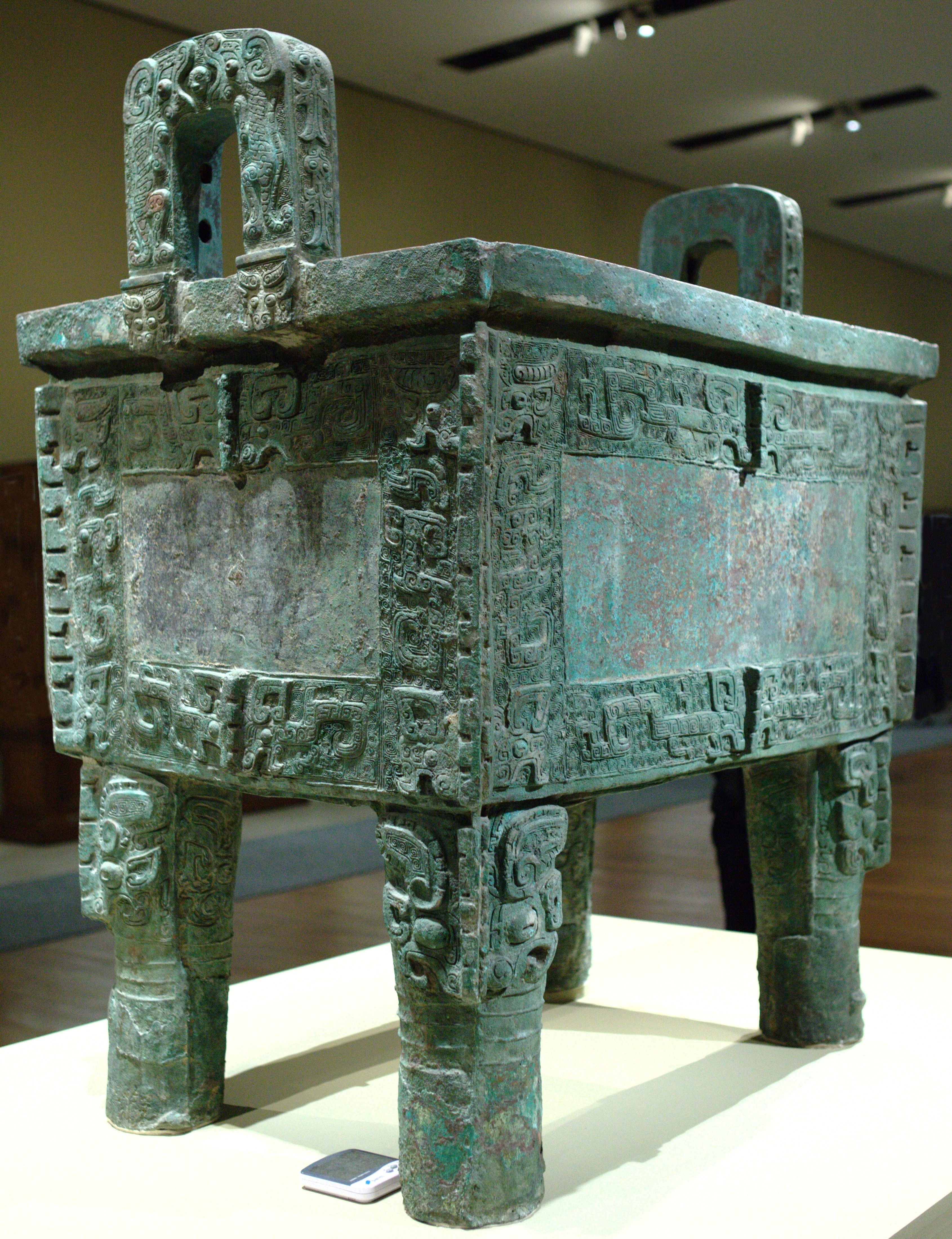
Największy zachowany ding. Pekin, Chińskie Muzeum Narodowe
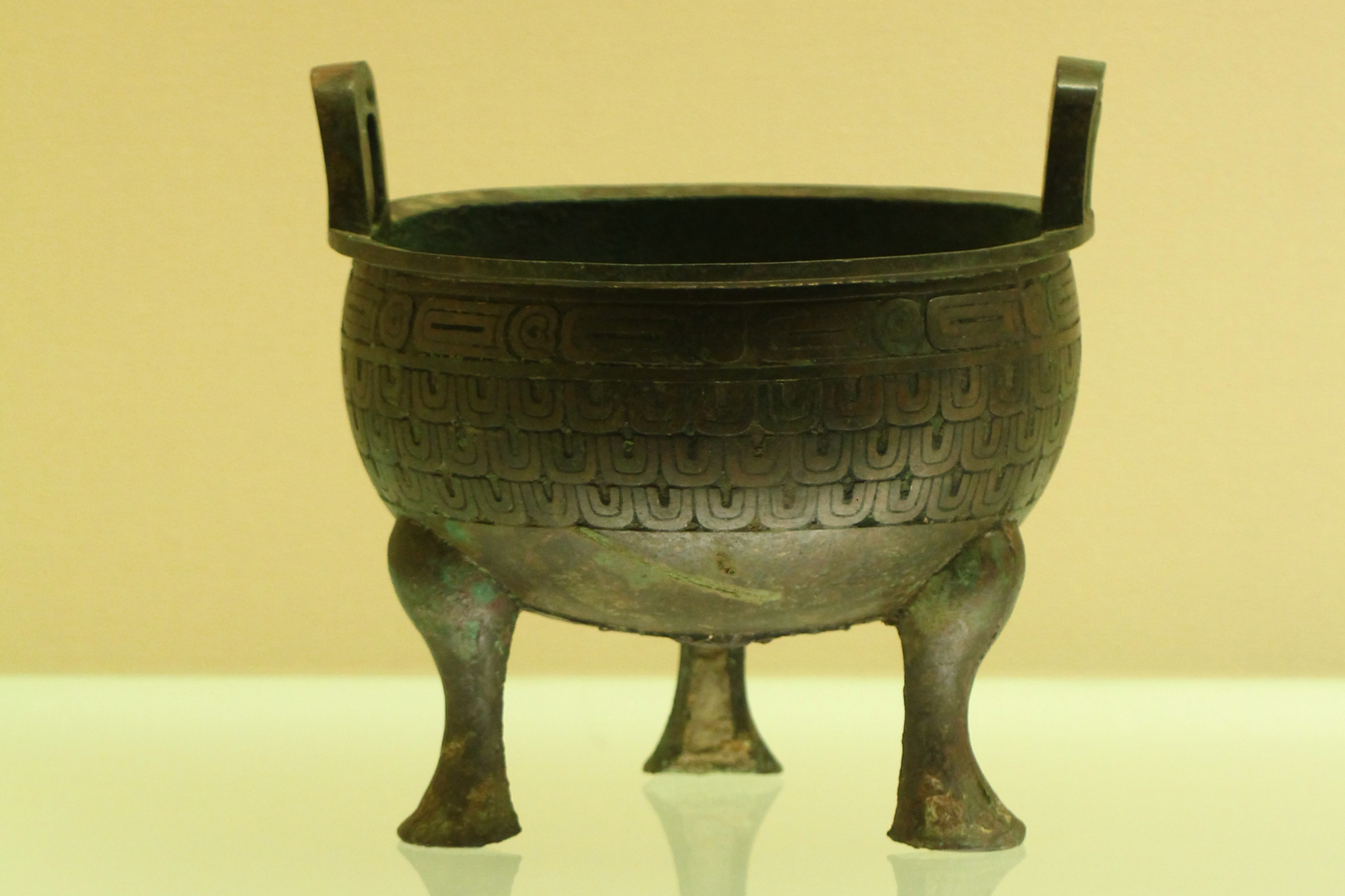
Na tym trójnogu wyraźnie widać łączenie nóg i korpusu. Muzeum Szanghajskie
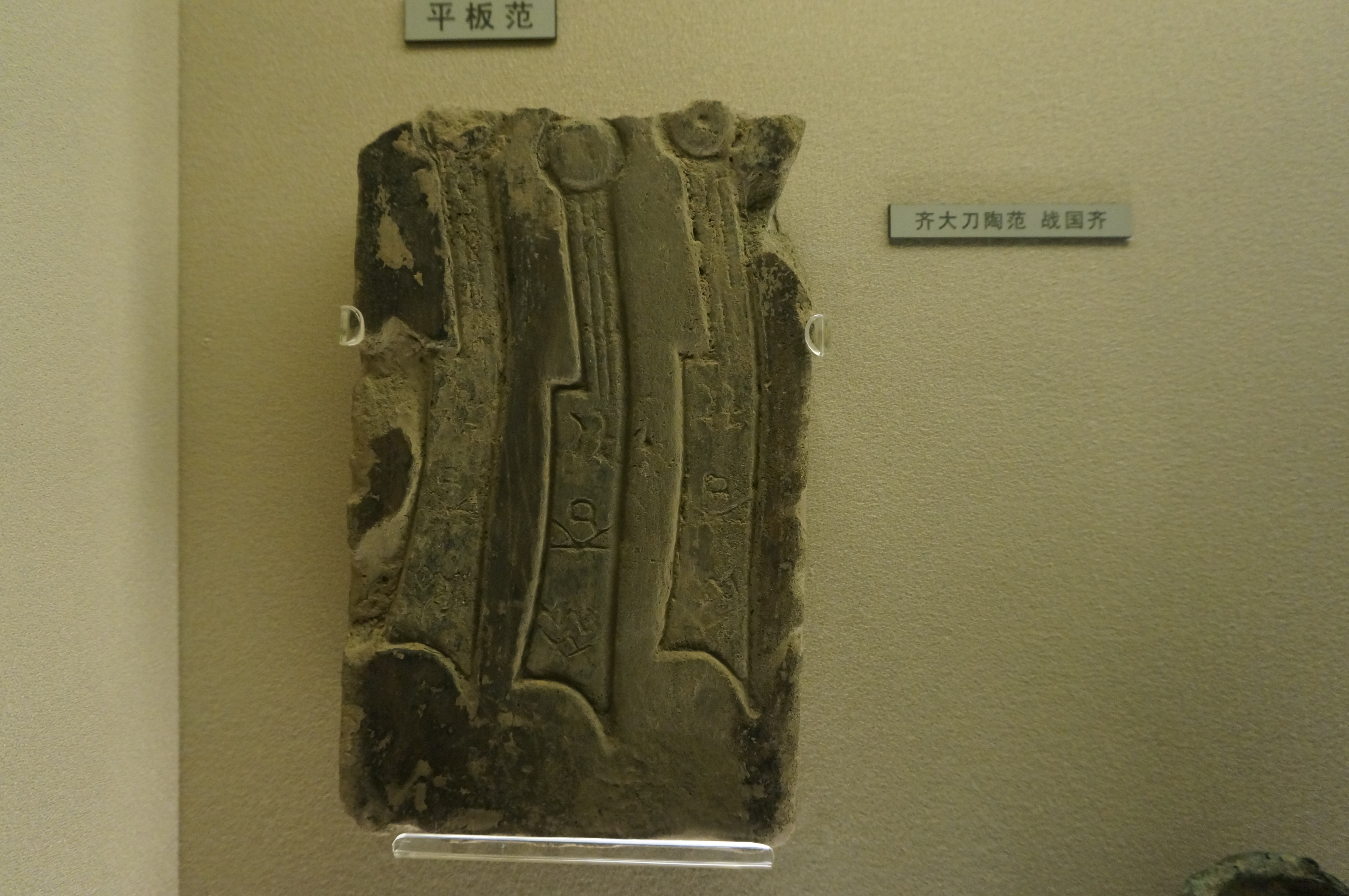
Forma do odlewu monet w kształcie noży (z napisem). Muzeum Szanghajskie

## Ornamentyka
Wzory ornamentów rzeźbiono w glinie formy, tak że podczas odlewania tworzyły wypukłe formy na powierzchni naczynia. W zdobnictwie dominują postacie zwierzęce (zwłaszcza tygrysy, słonie, wodne bawoły, zające, jelenie, ptaki, cykady, ryby), ornamenty liniowe, szczególnie wielokrotne spirale, oraz postacie mityczne, smoki i maski taotie. Formy zwierzęce są czasem przedstawione naturalistycznie, a czasem w formie mocno stylizowanej, płynnie przechodząc w ozdoby geometryczne itp. Wzory geometryczne, często dość masywne, o ciężkiej, „brutalnej” formie, dominują na późnych naczyniach, z czasów Zhou (XI-III w. p.n.e.). W okresie tym zdobienie postaciami zwierząt zanika, pojawia się natomiast większa liczba napisów. Inskrypcje pojawiały się już za Shangów, ale były to na ogół krótkie, proste dedykacje dla bóstw. W okresie Zhou napisy mają czasem i po kilkaset znaków chińskich, obszernie opisując okoliczności powstania naczynia. Napisy na brązach, o specyficznej formie znaków, stanowią osobne stadium rozwoju pisma chińskiego.

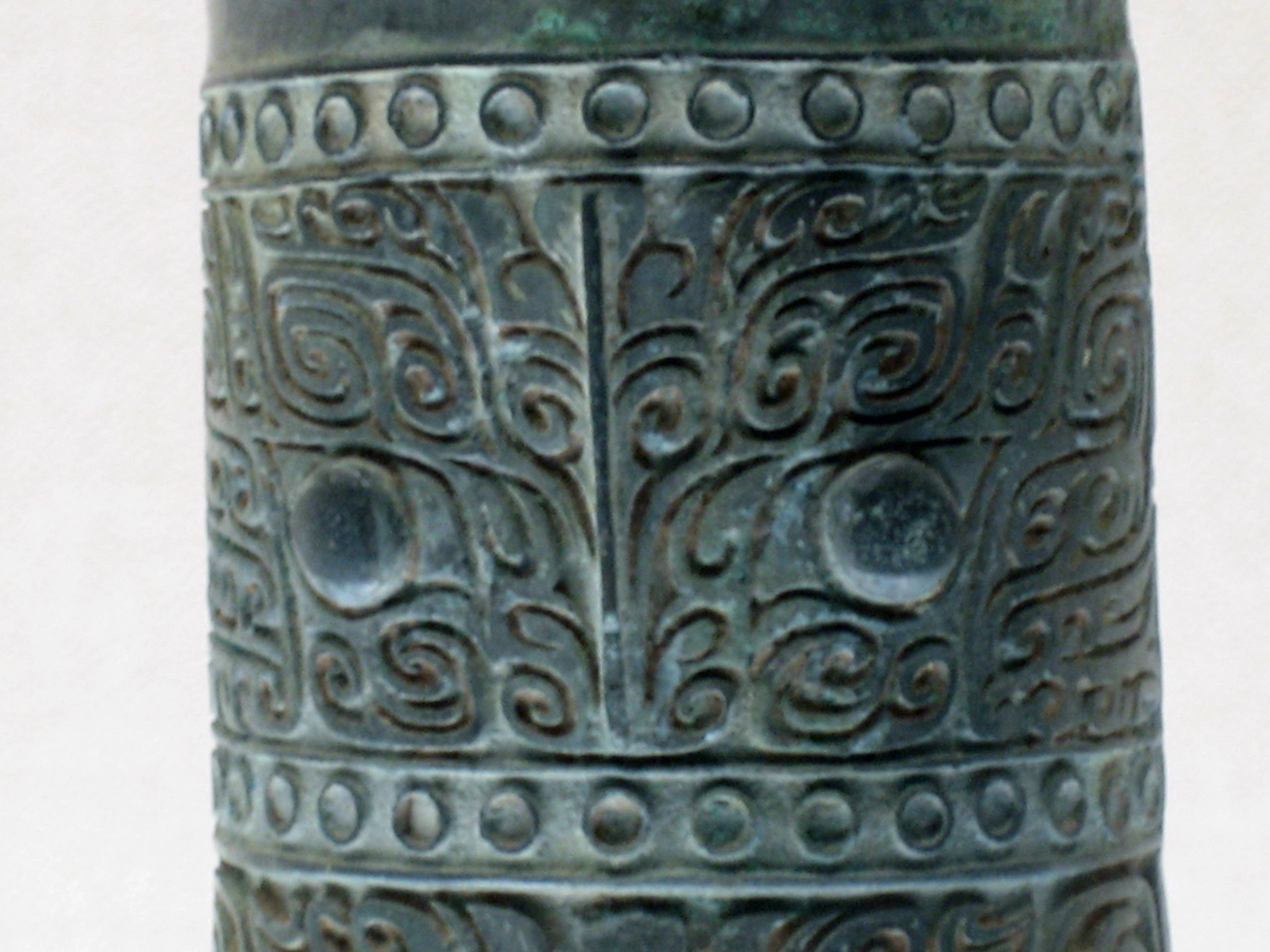
Maska taotie na powierzchni naczynia. Muzeum Szanghajskie
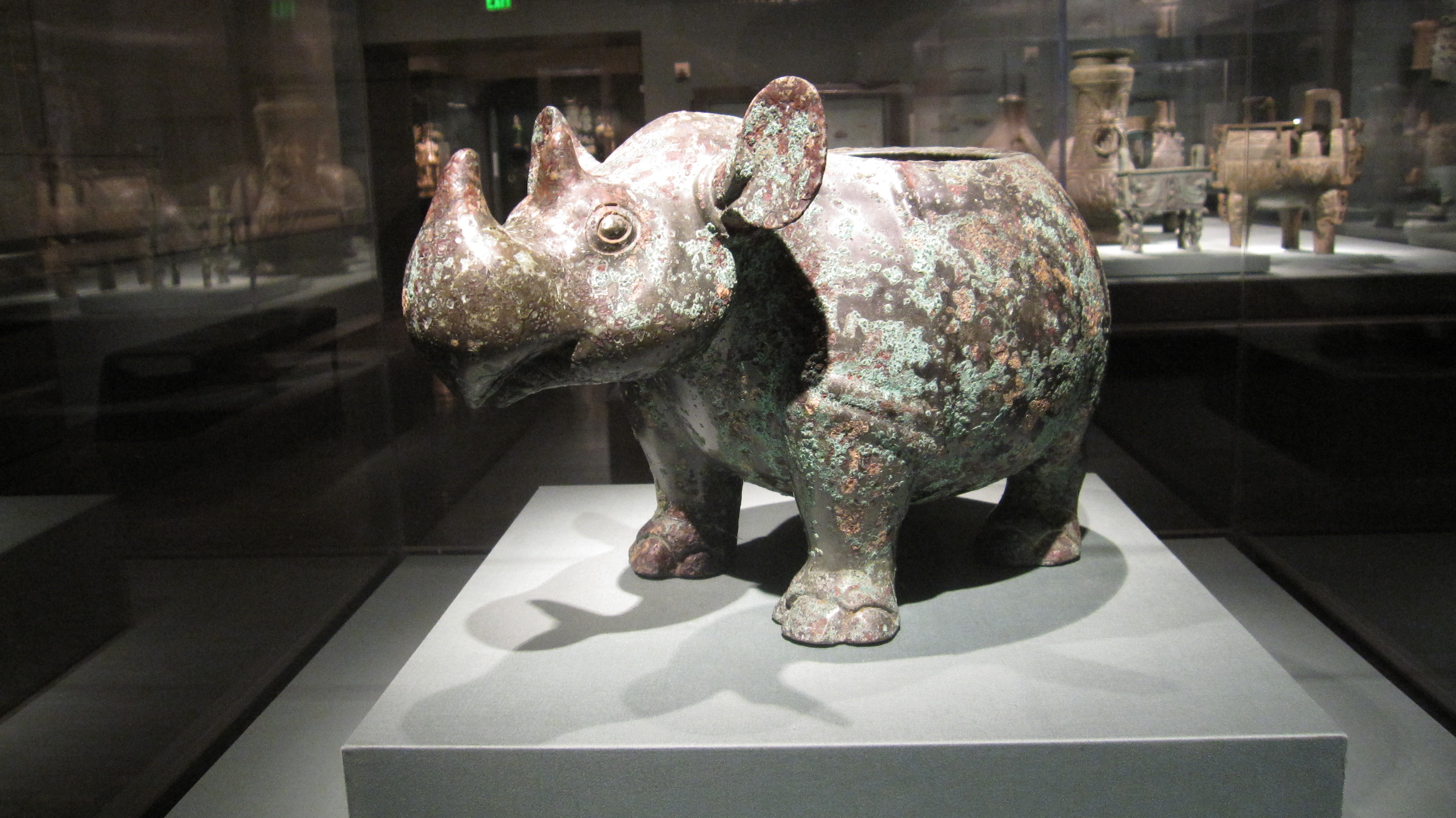
Zoomorficzny dzban typu zun. Asian Art Museum of San Francisco
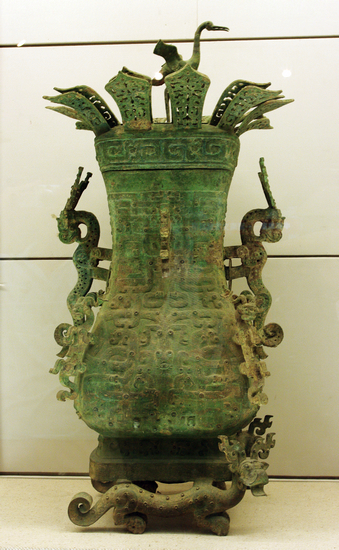
Bogato zdobiony dzban, dyn. Wschodnia Zhou. Muzeum Henanu
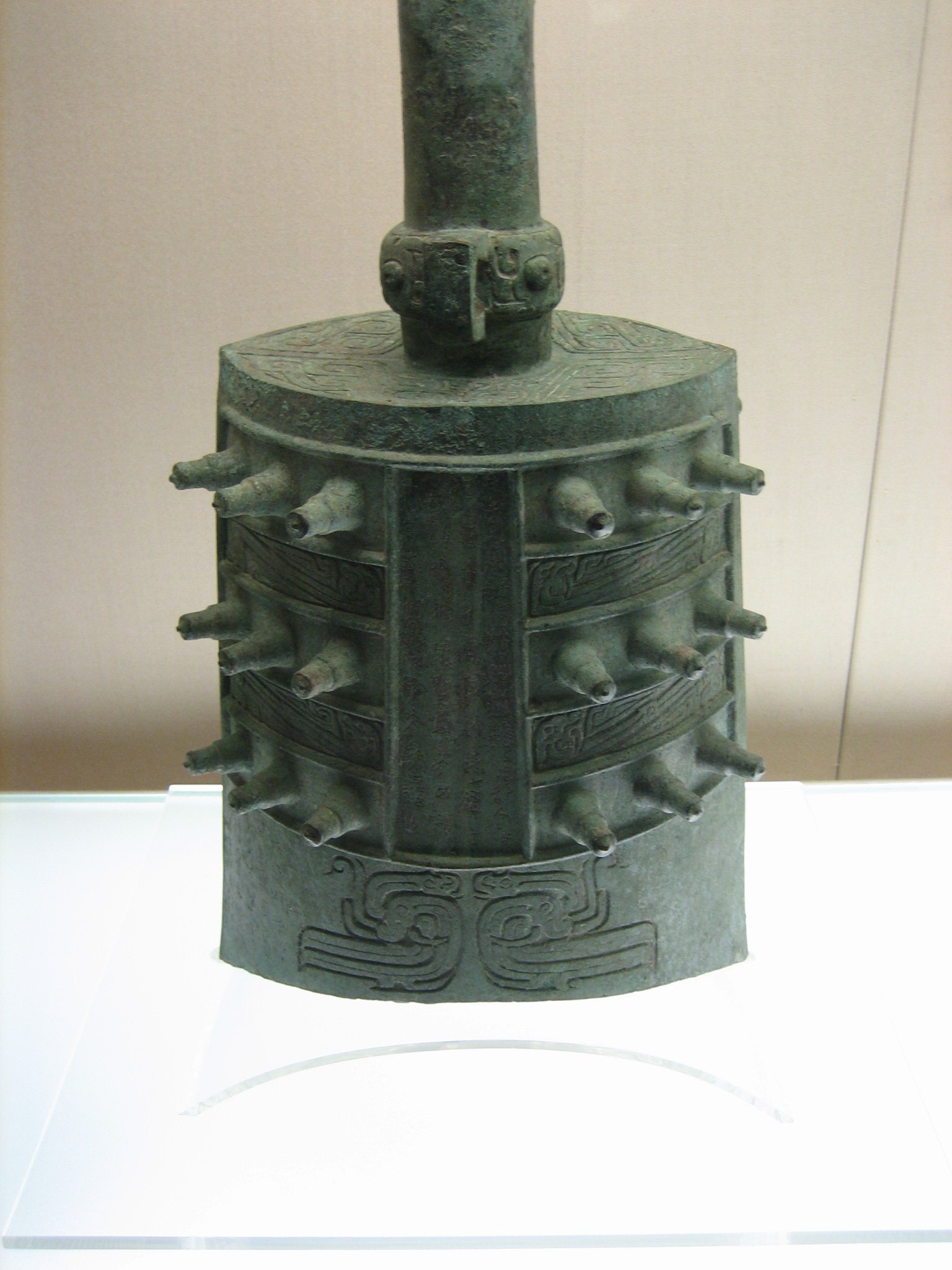
Dzwon z czasów dyn. Wschodniej Zhou, o prostym zdobieniu. Muzeum Szanghajskie
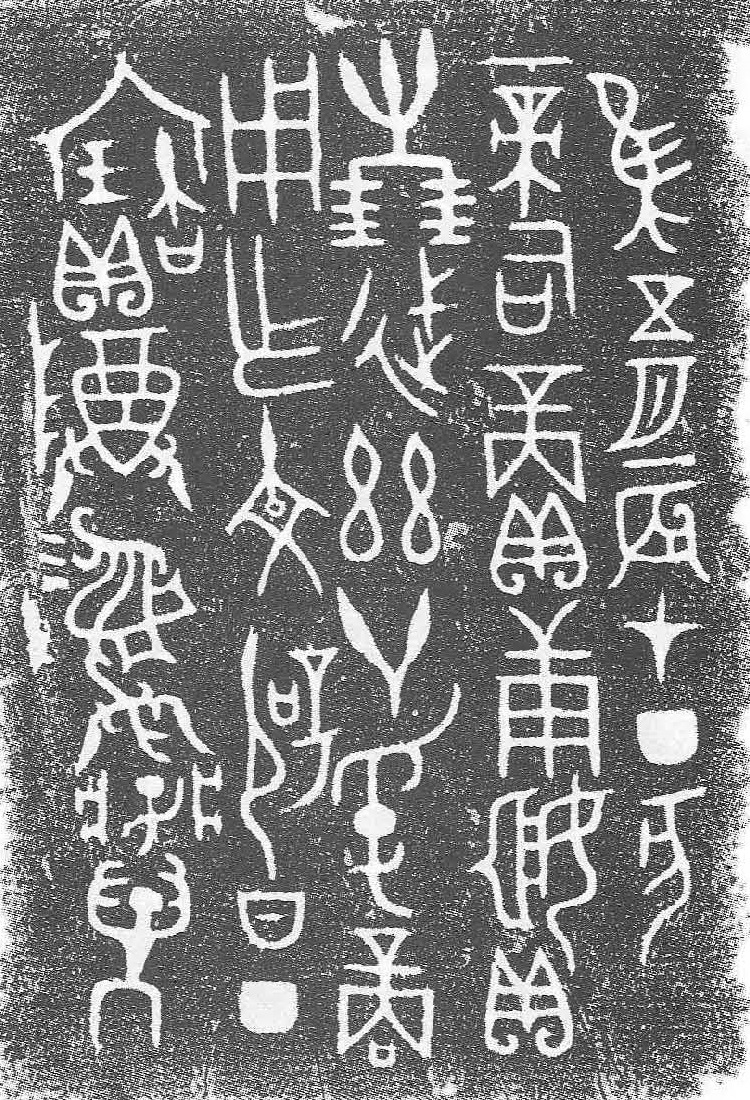
Odbitka shangowskiej inskrypcji na naczyniu. Muzeum Brązów w Baoji
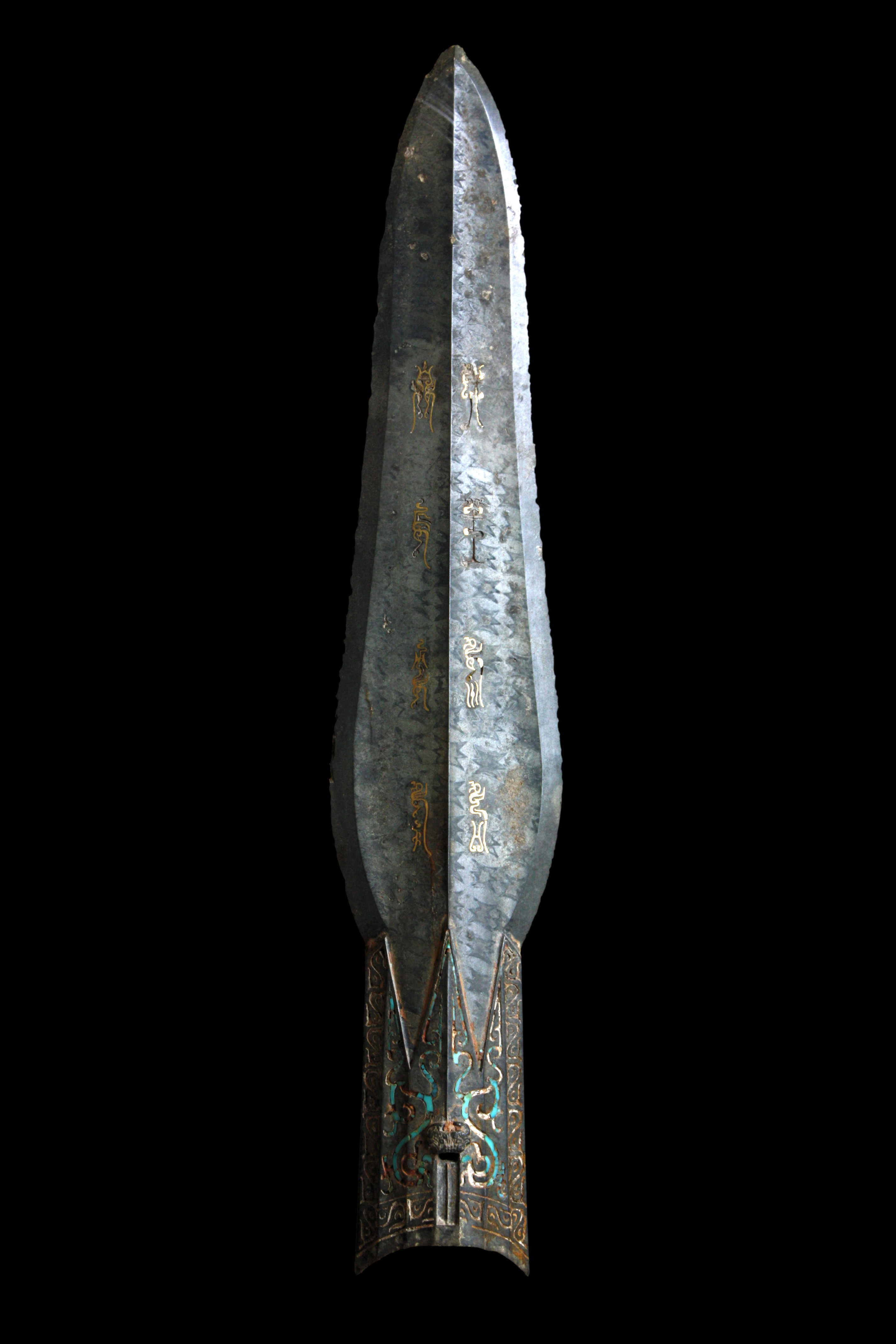
Inkrustowany złotymi znakami grot włóczni. British Museum
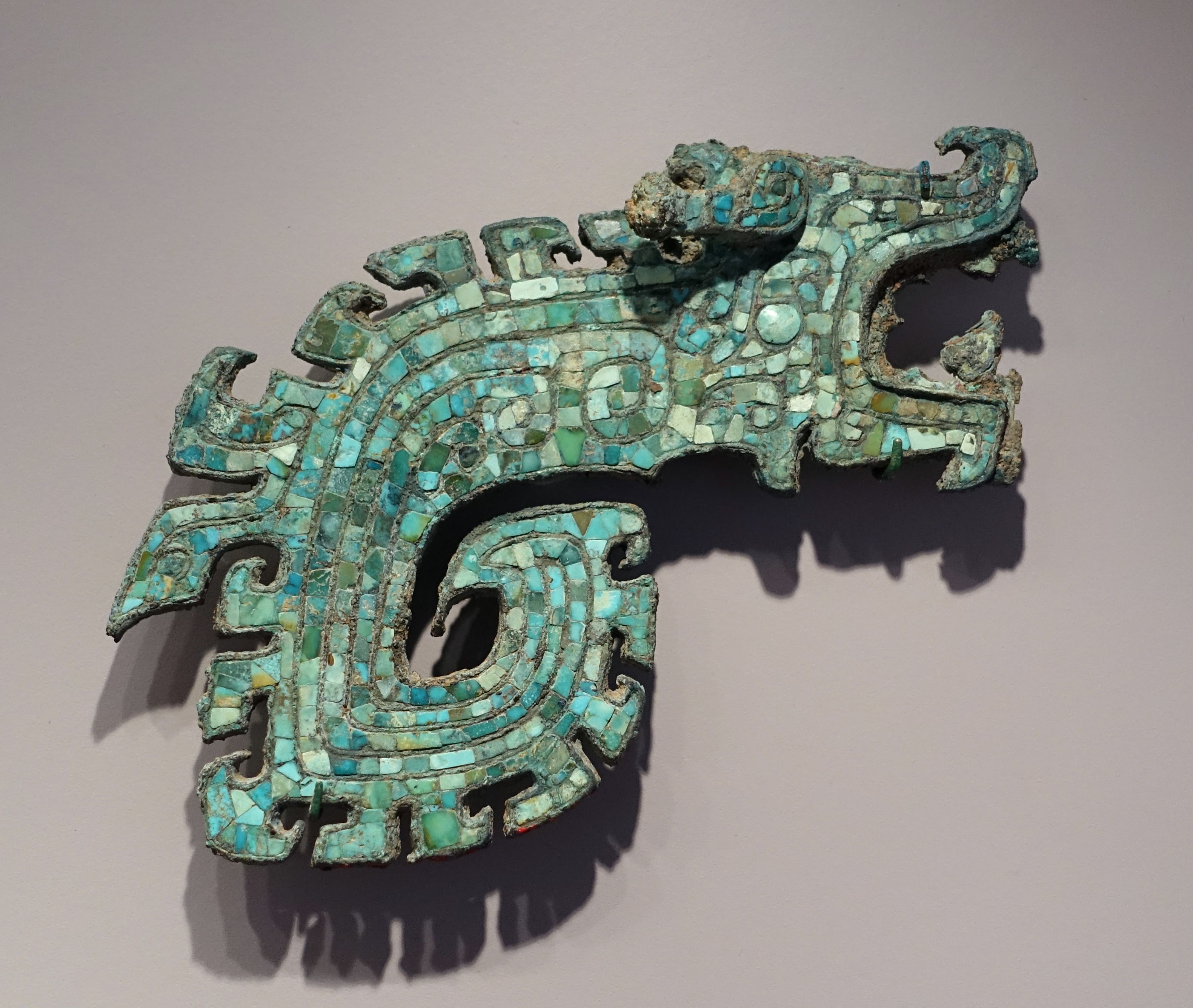
Inkrustowana turkusem brązowa rękojeść rytualnej broni. Freer and Sackler Galleries

## Typowe formy

### Naczynia na alkohol

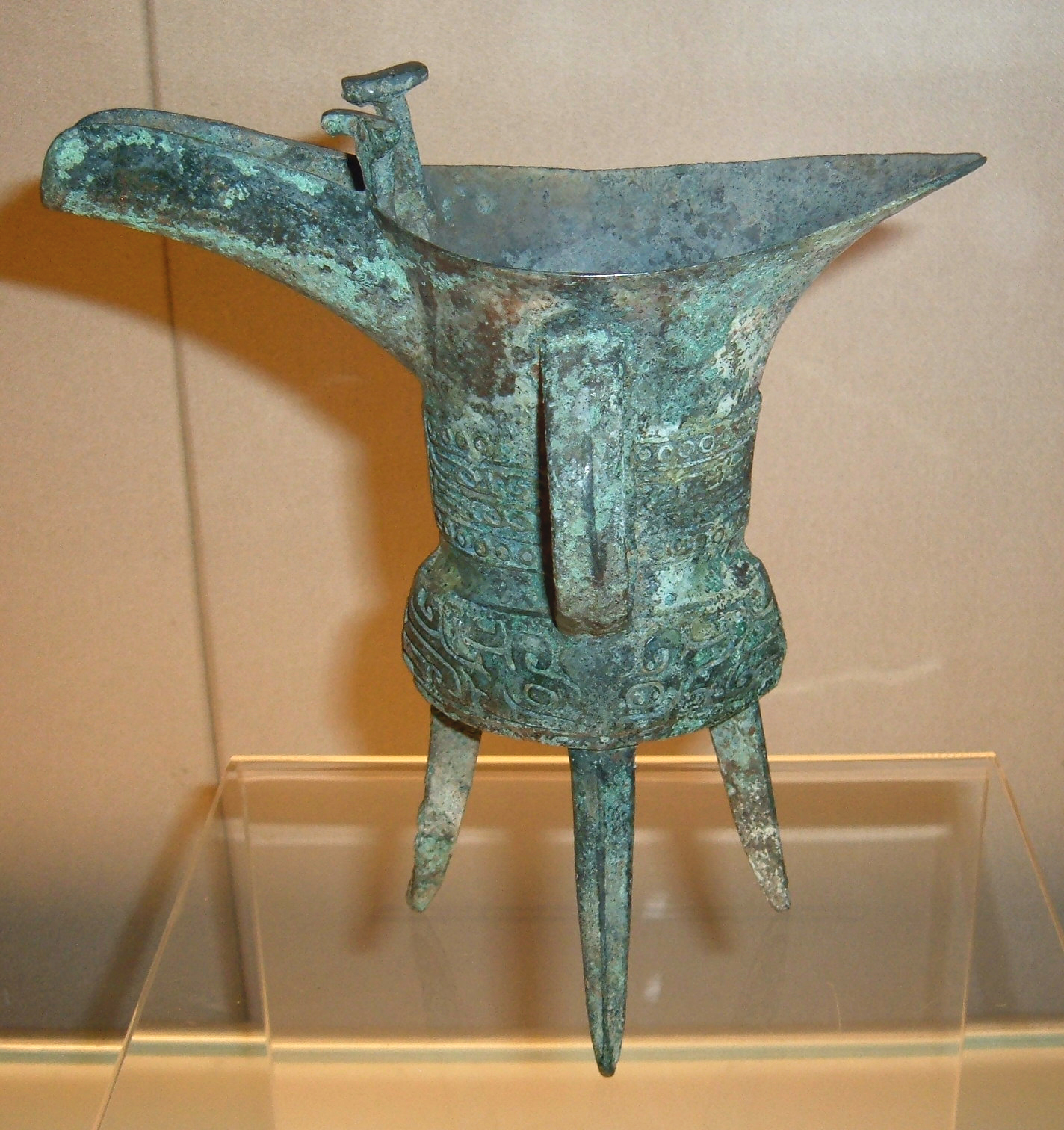
Jue (爵)
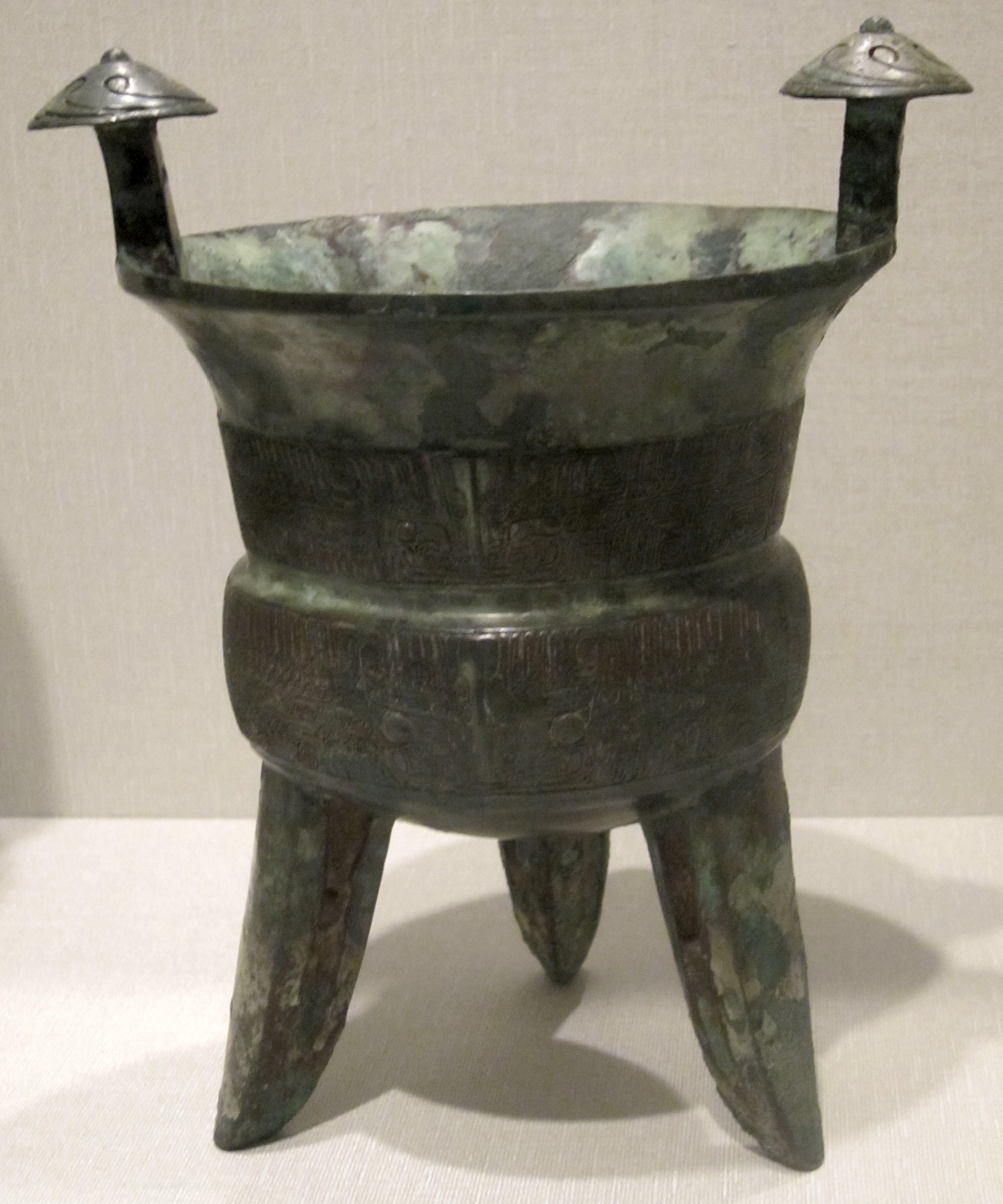
Jia (斝)
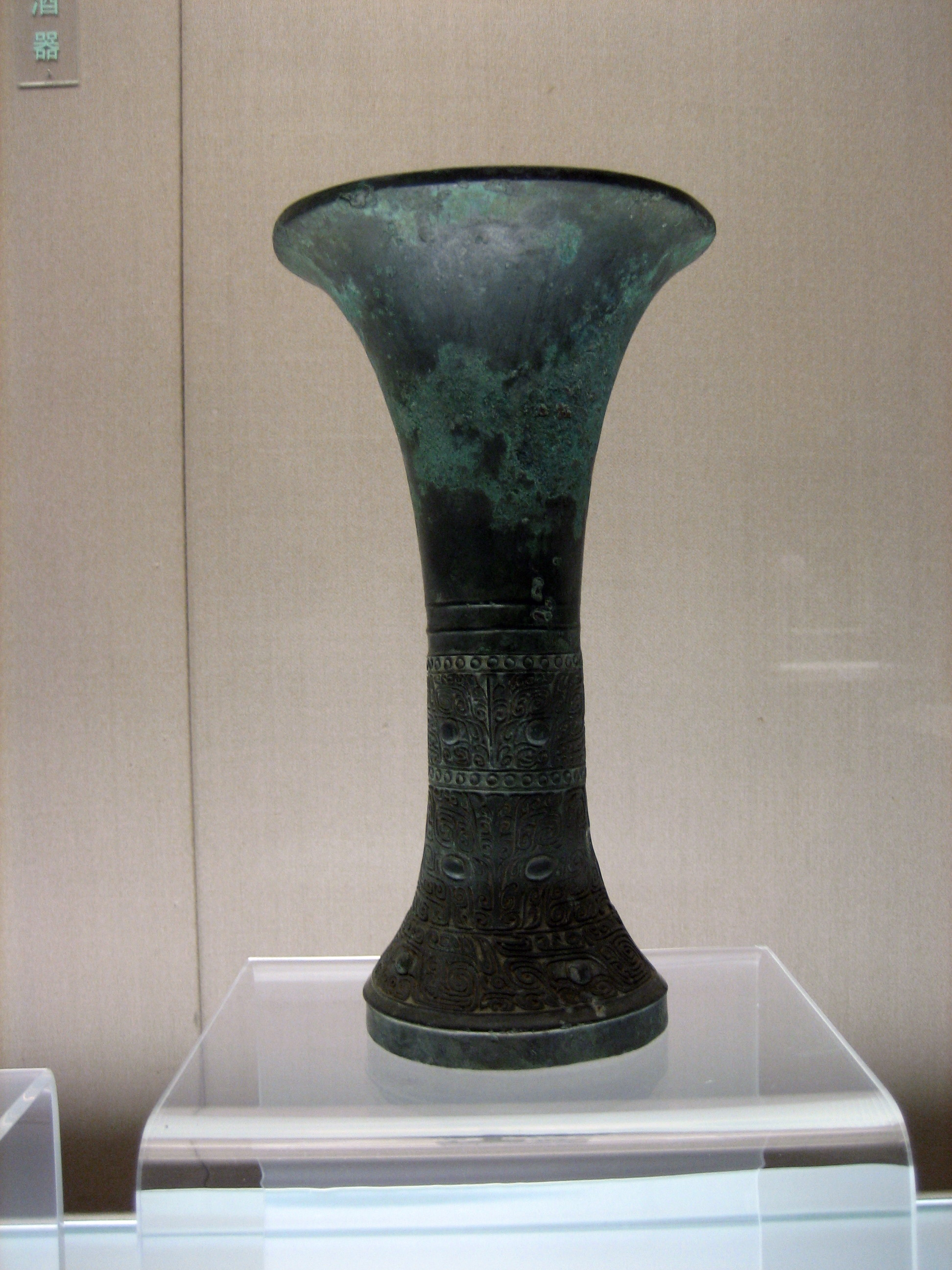
Gu (觚)
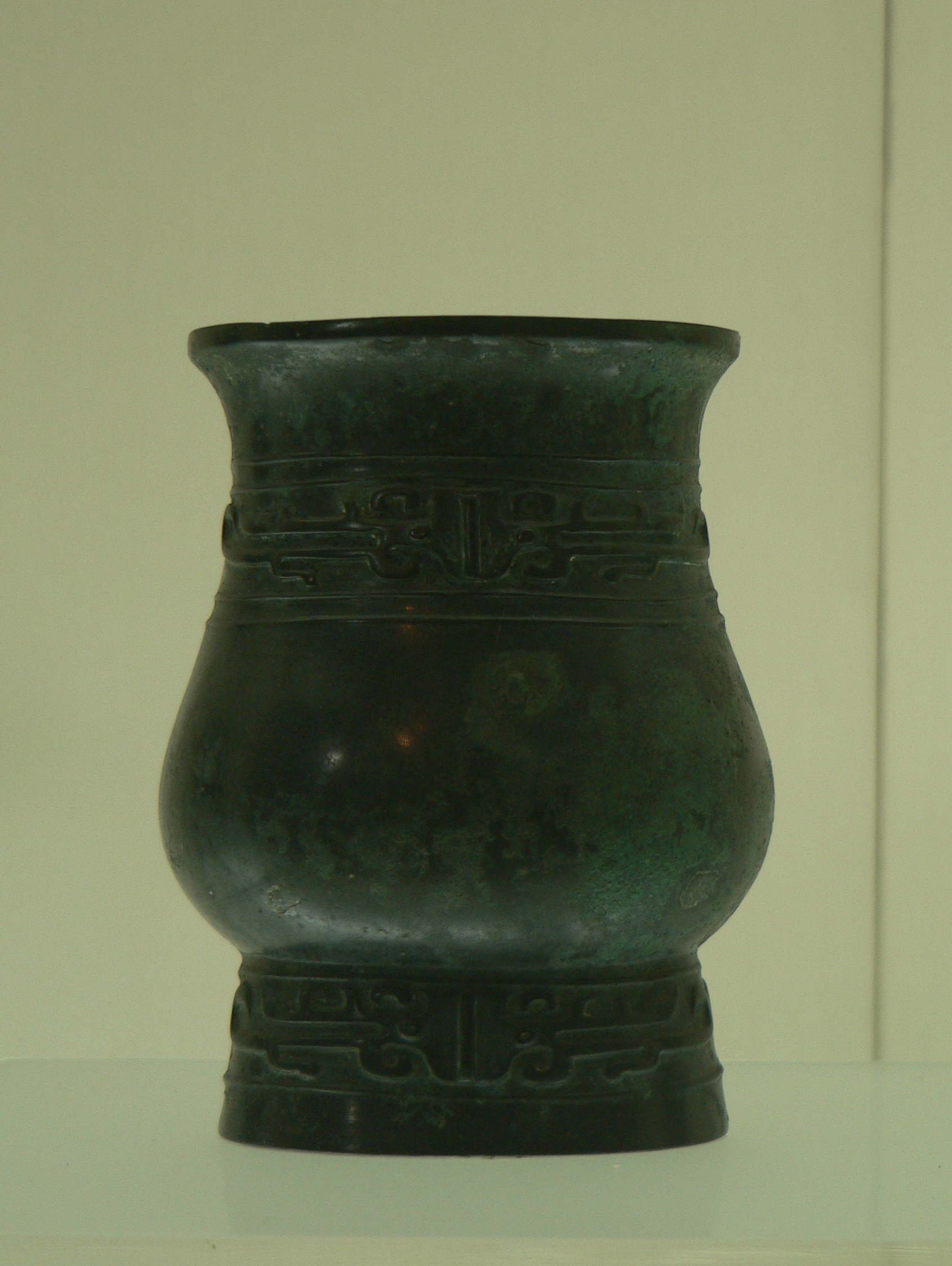
Zhi (觶)
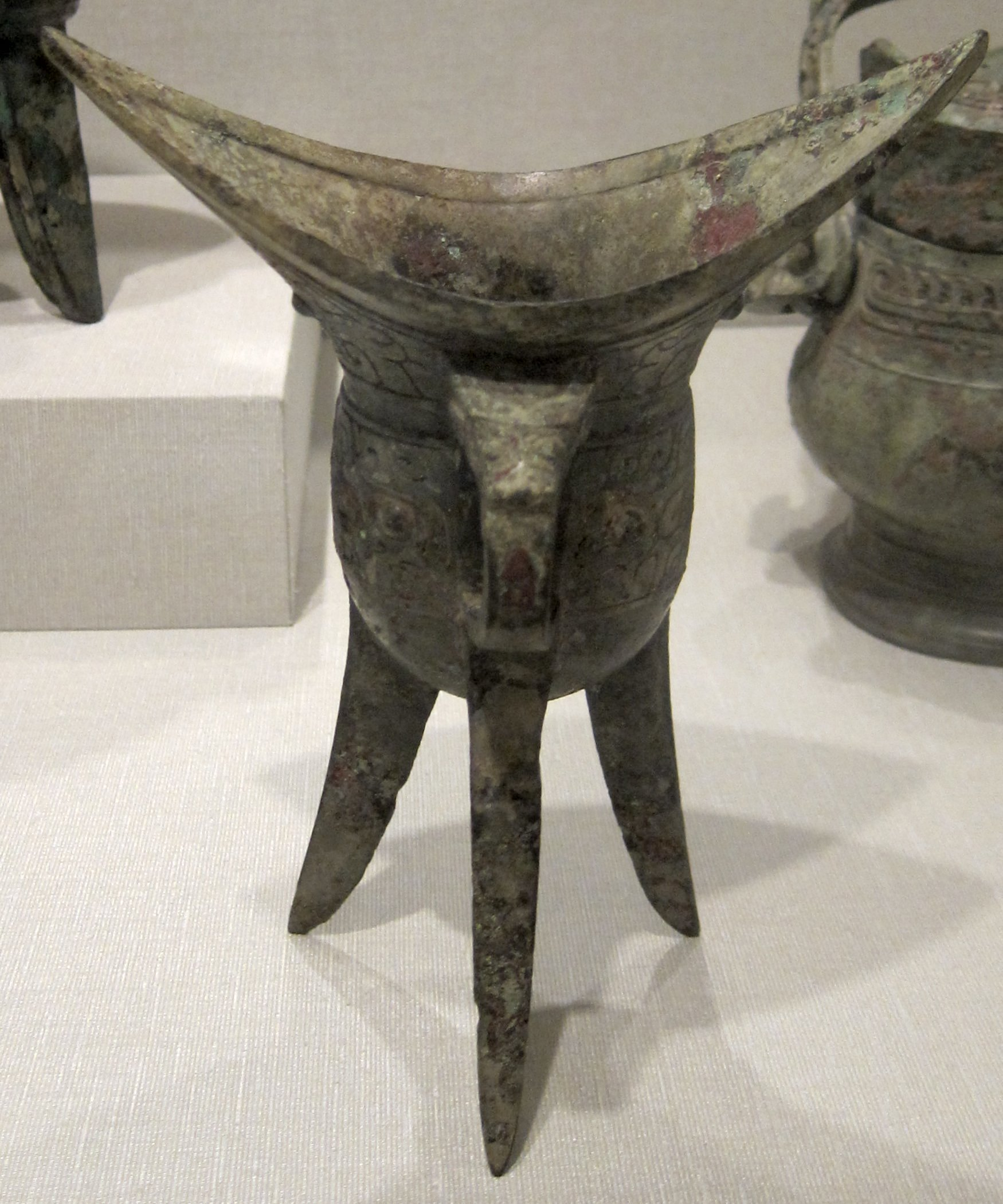
Jue (爵)
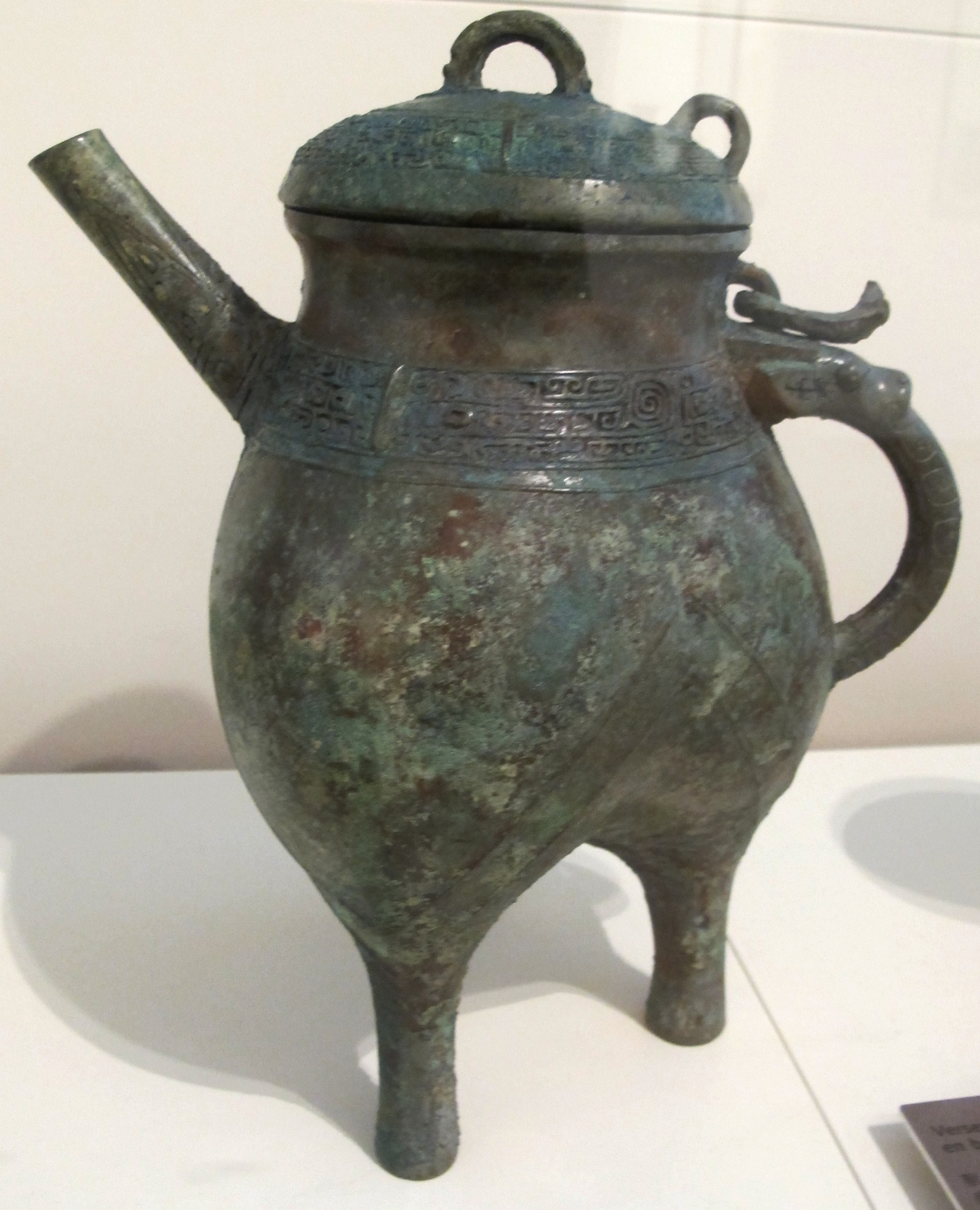
He (盉)
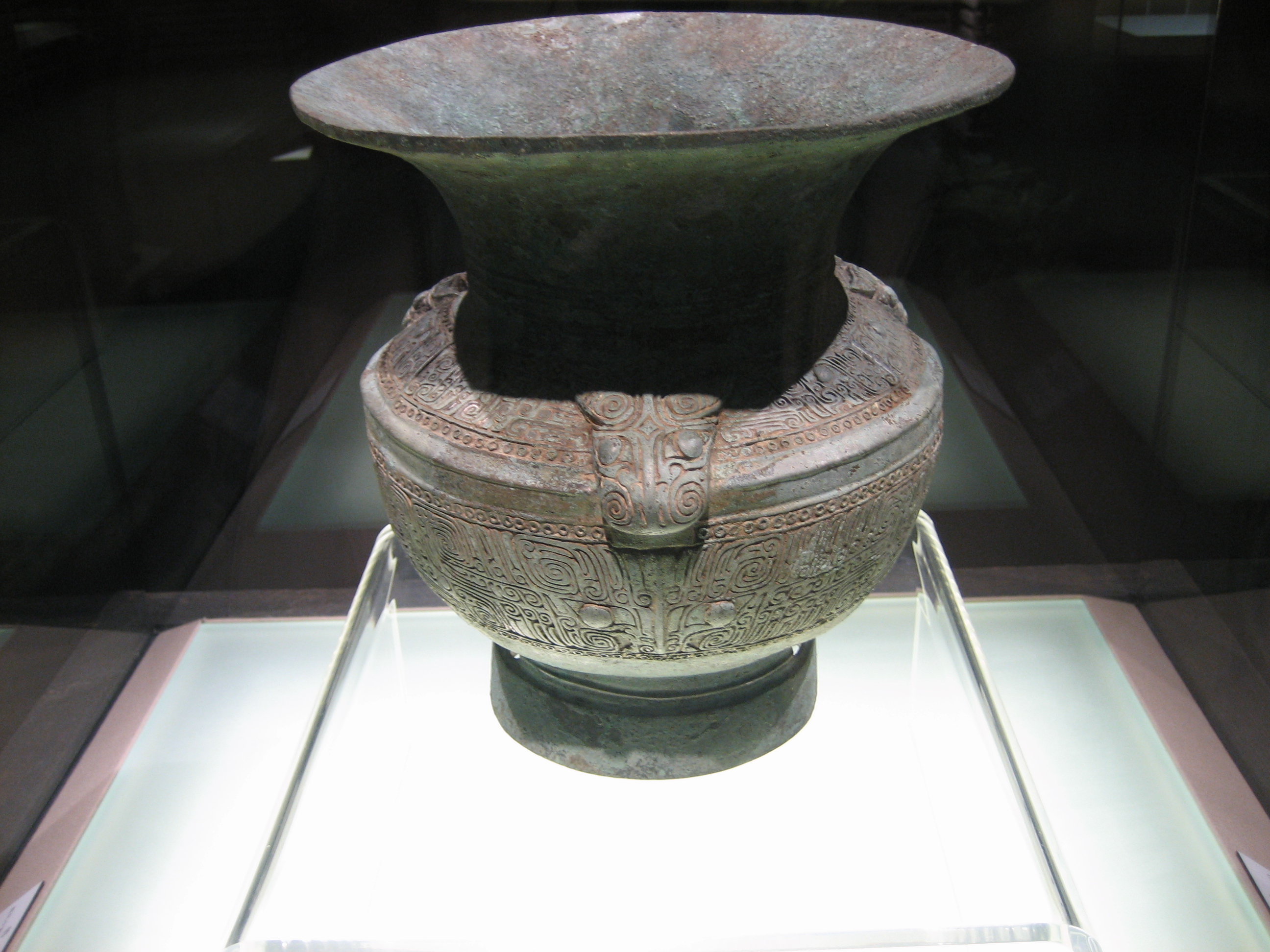
Zun (尊)
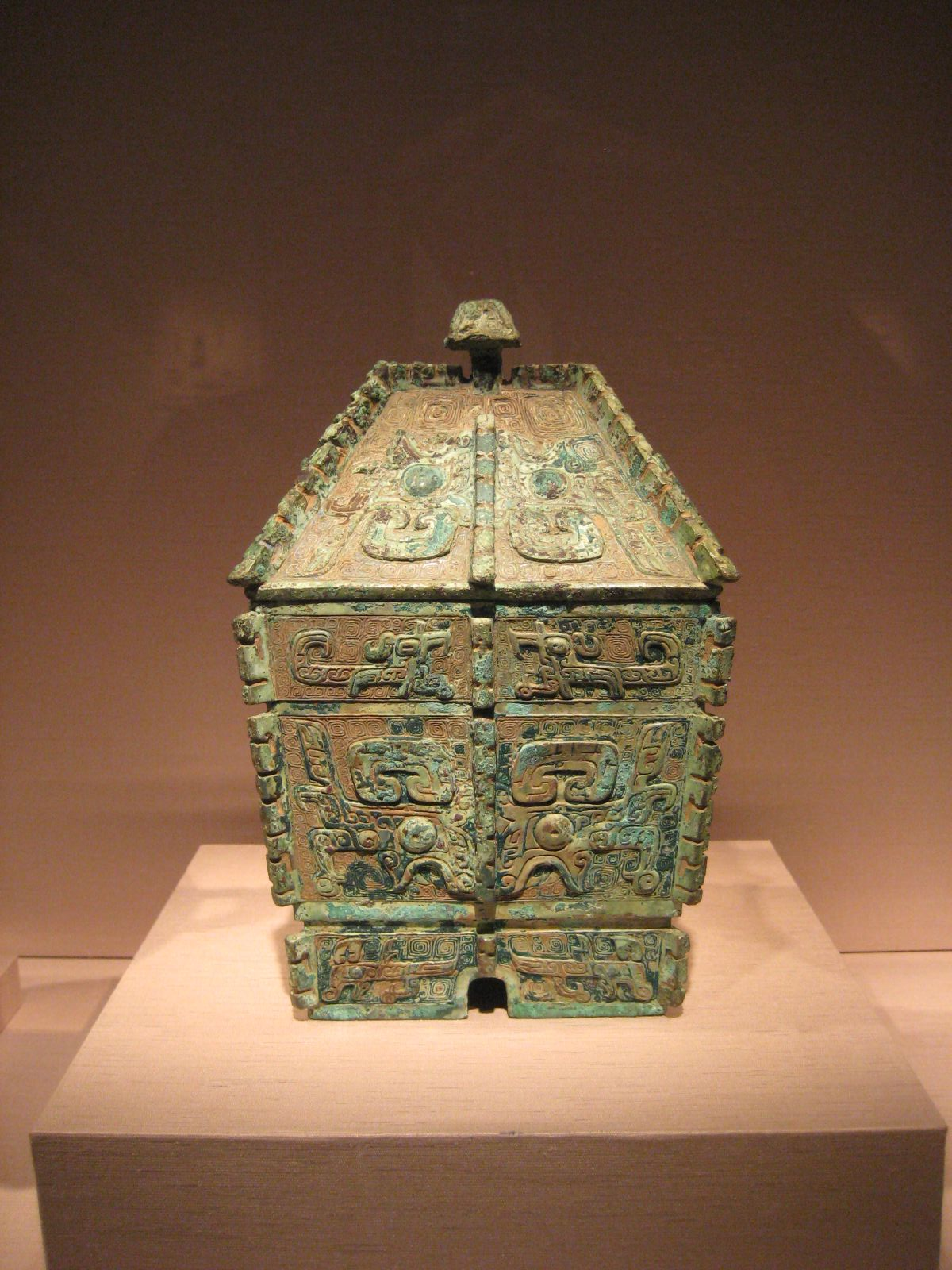
Fangyi (方彝)
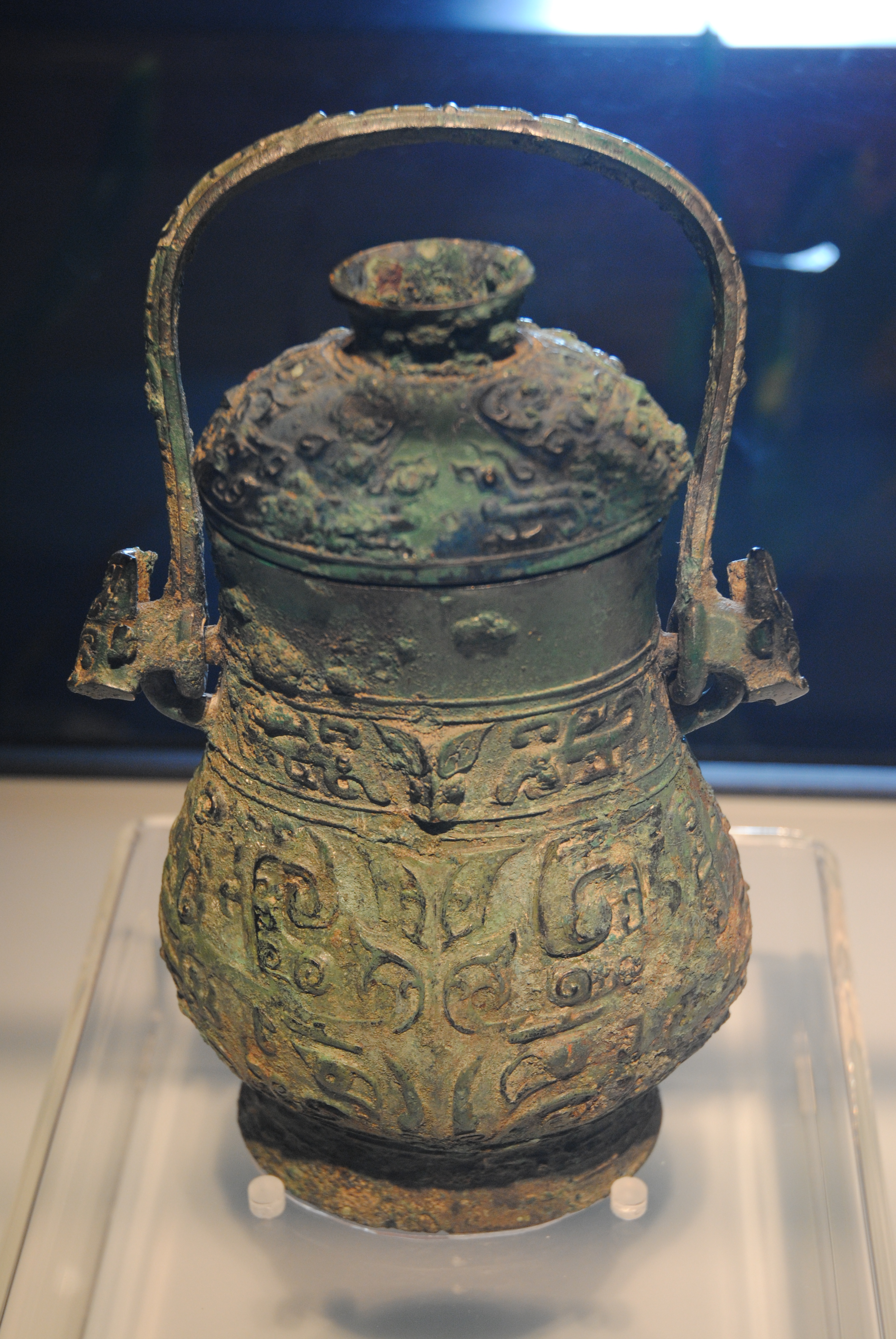
You (卣)
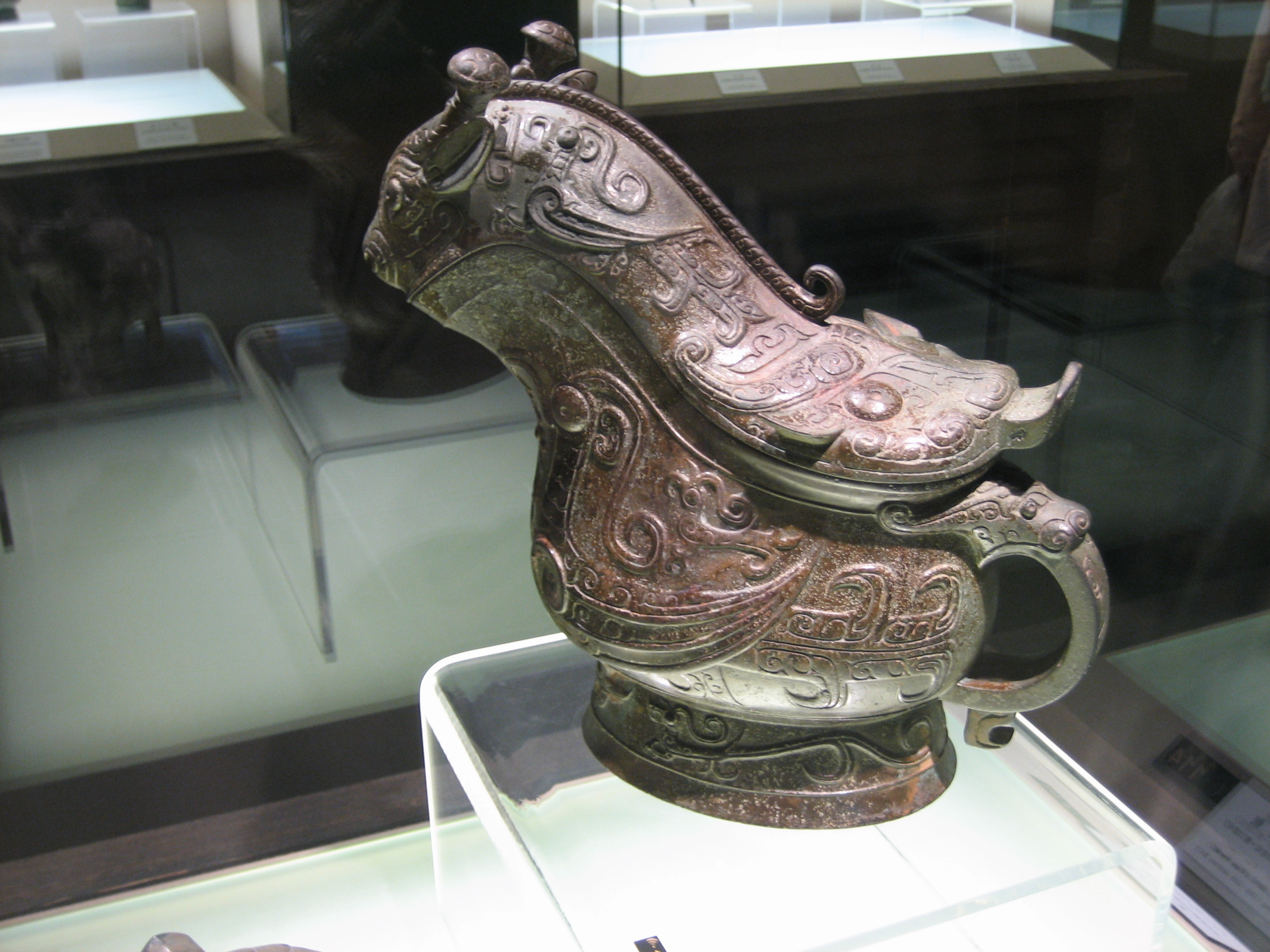
Gong (觥)
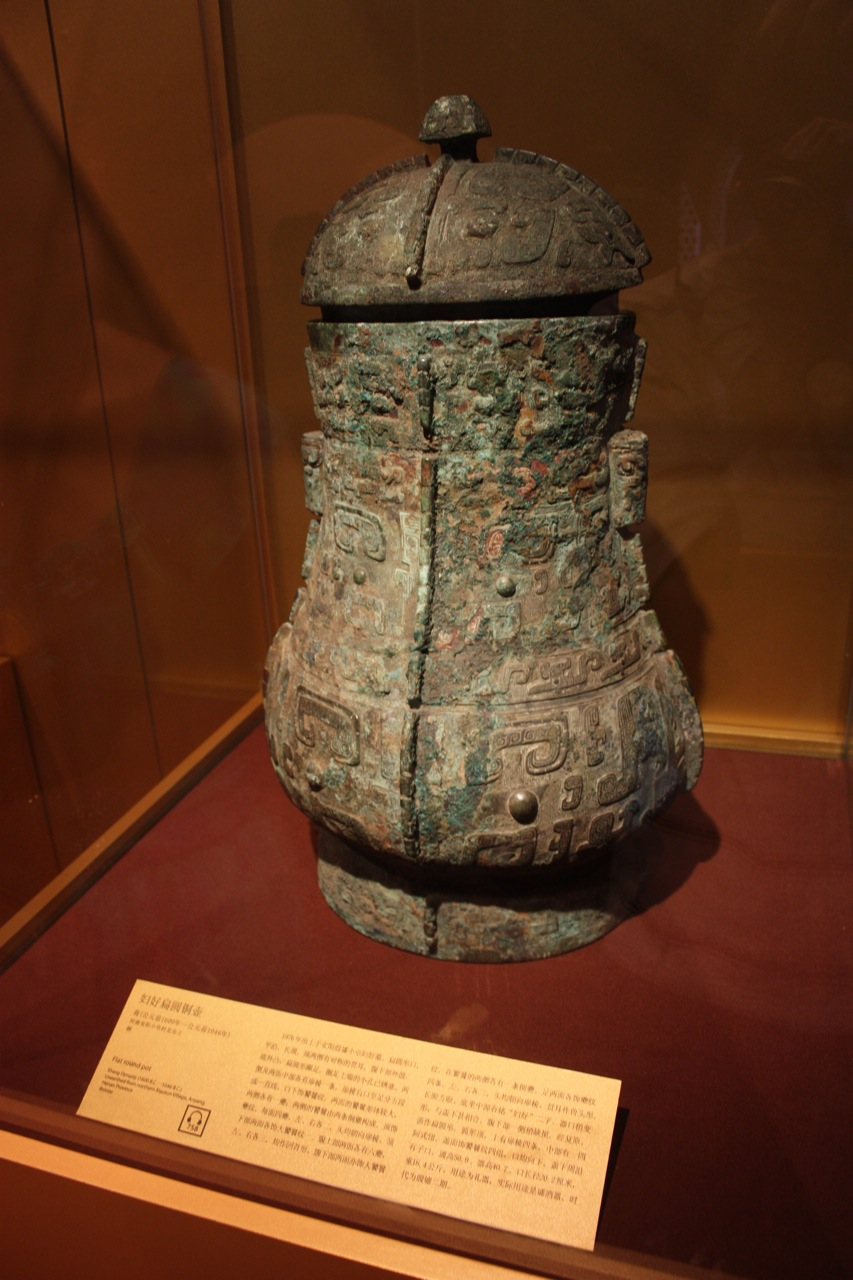
Hu (壺)
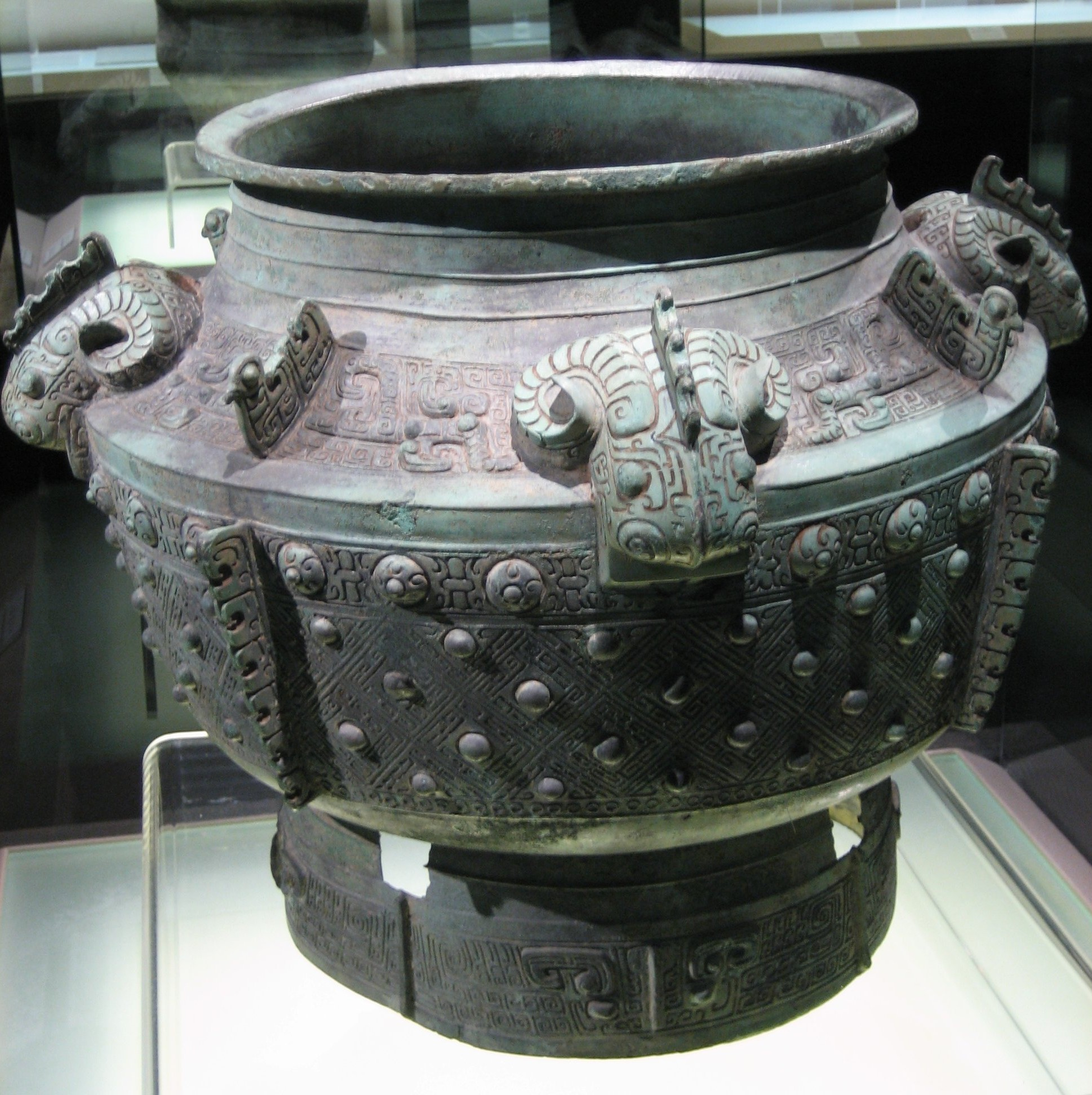
Pou (瓿)
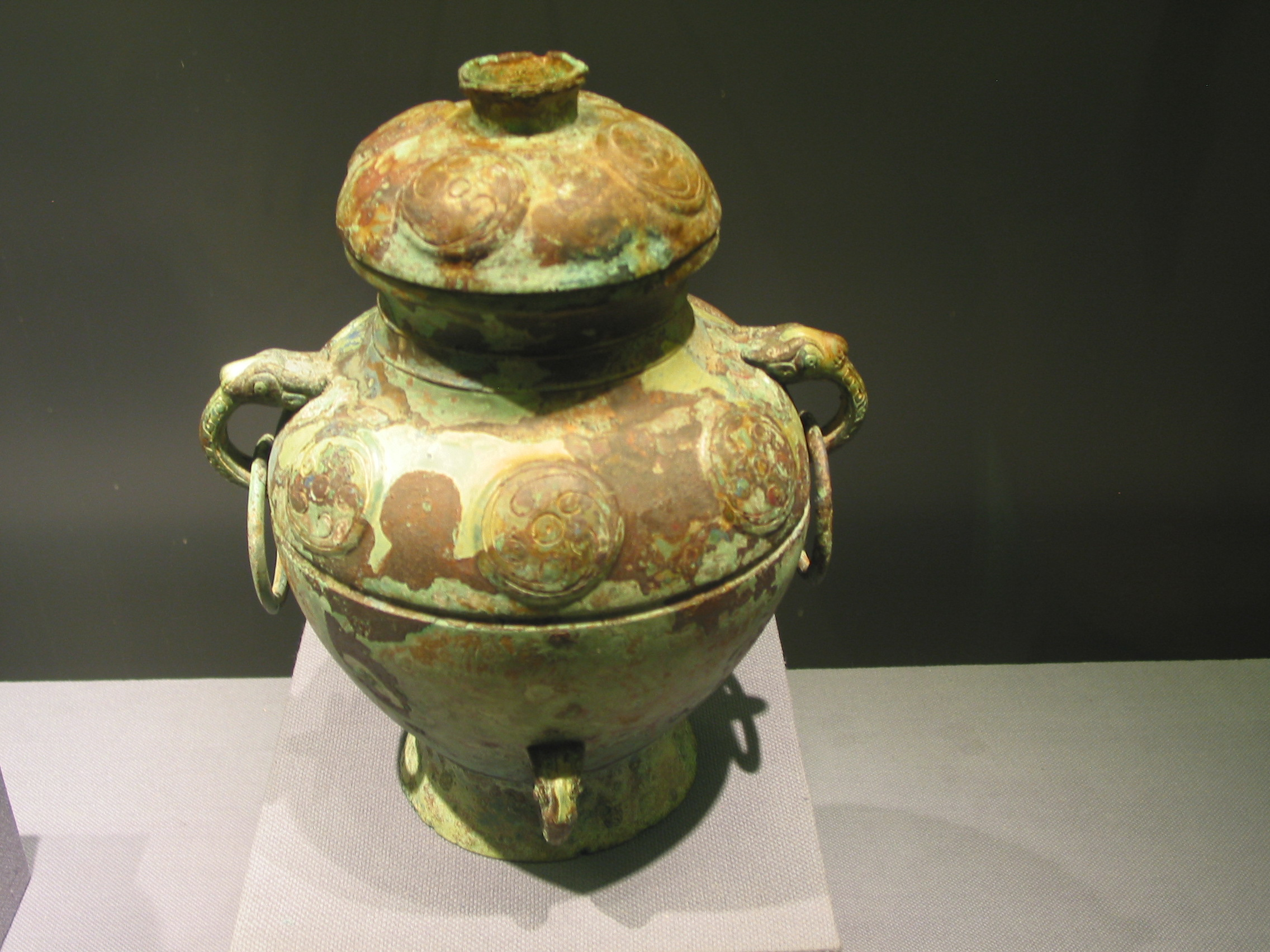
Lei (罍)

### Naczynia na potrawy

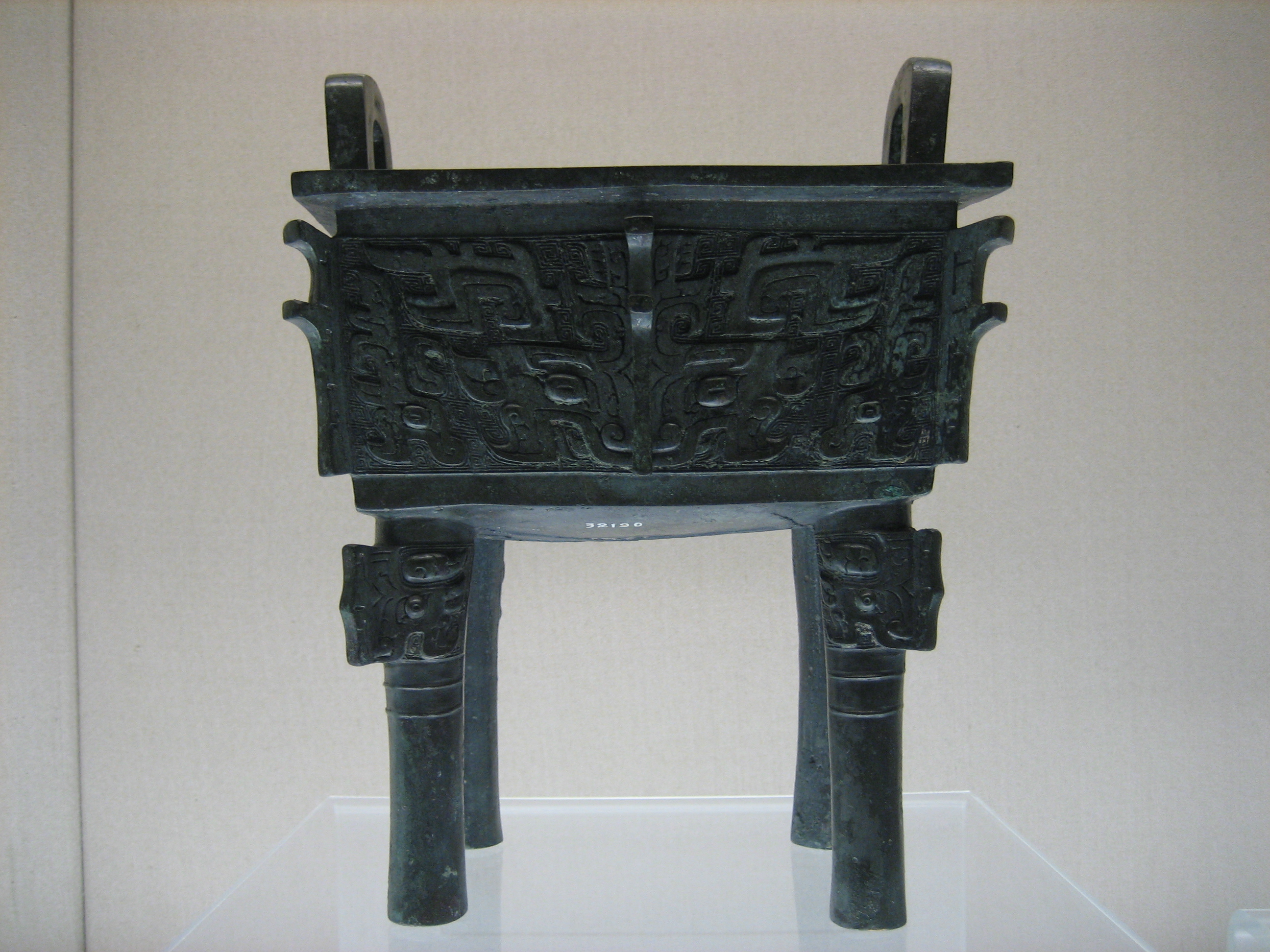
Ding (鼎)
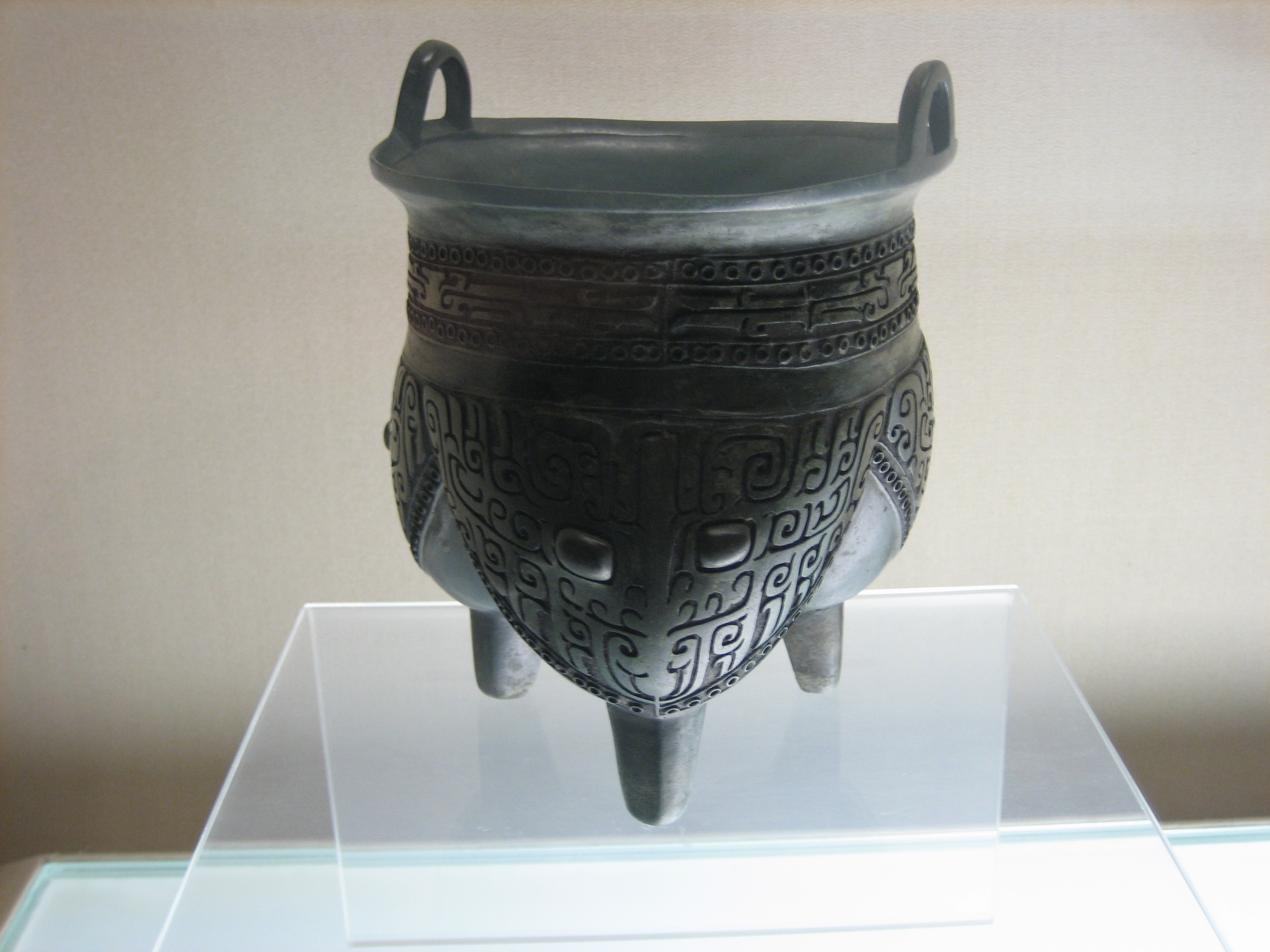
Li (鬲)
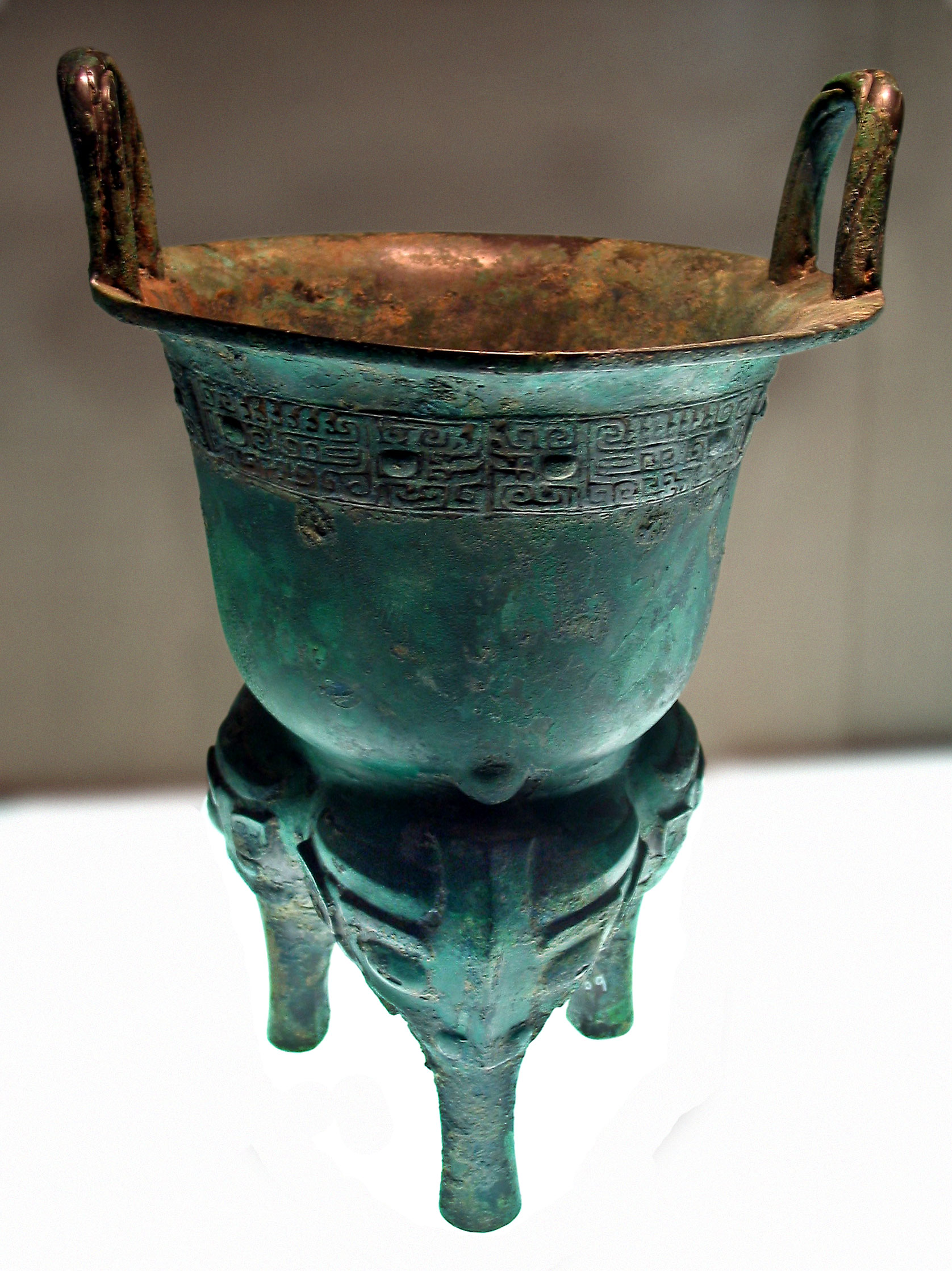
Yan (甗)
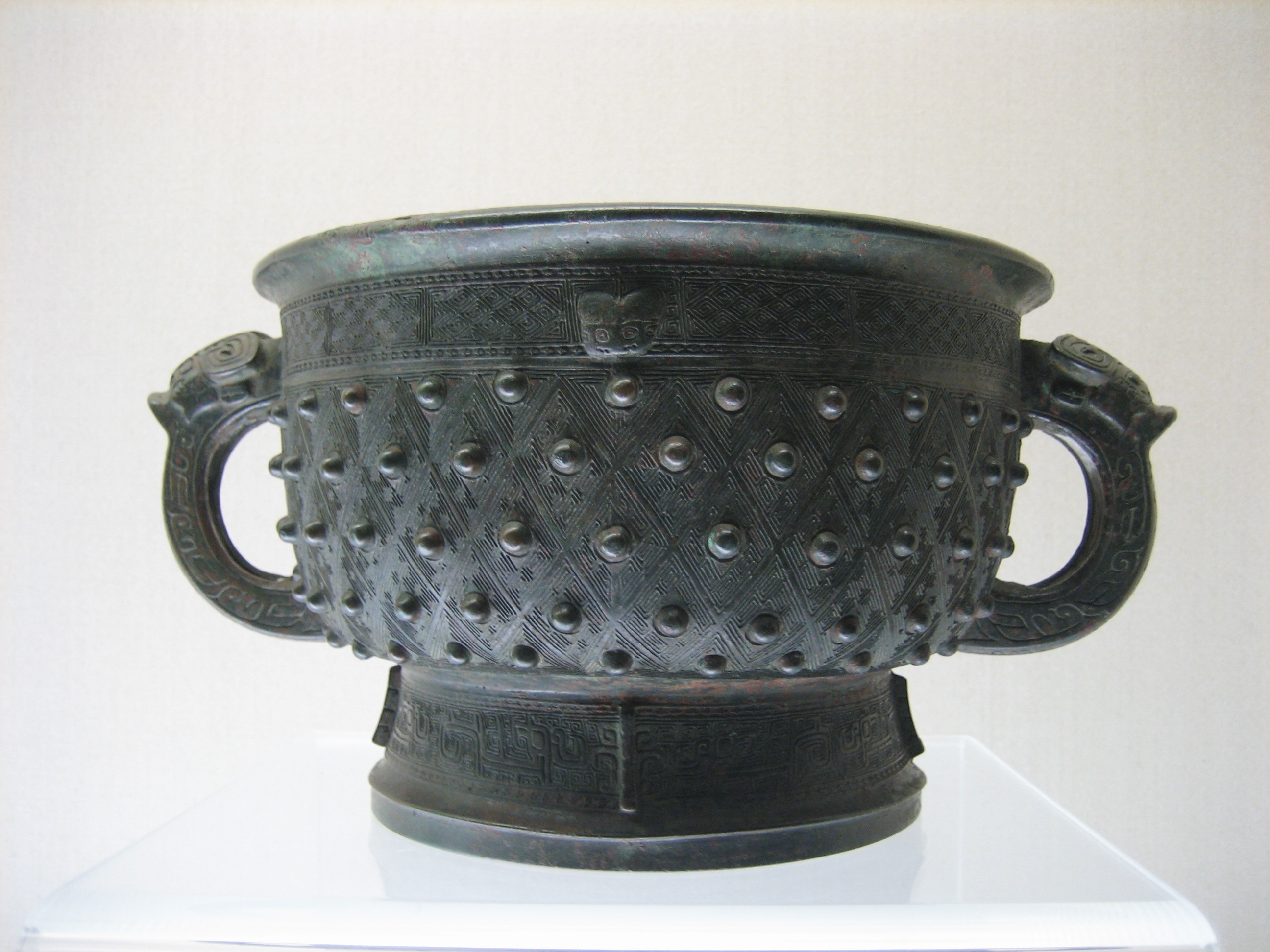
Gui (簋)
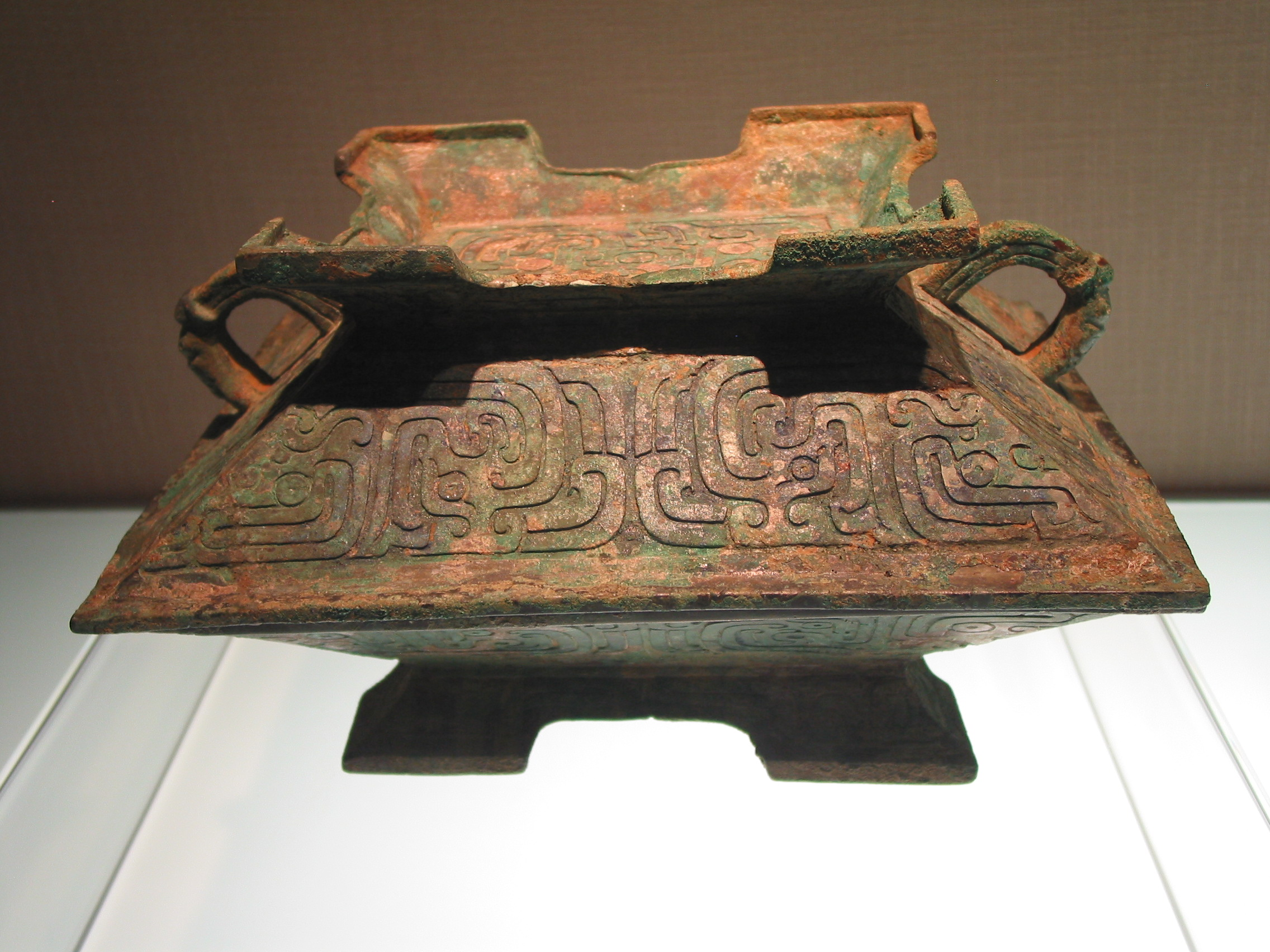
Fu (簠)
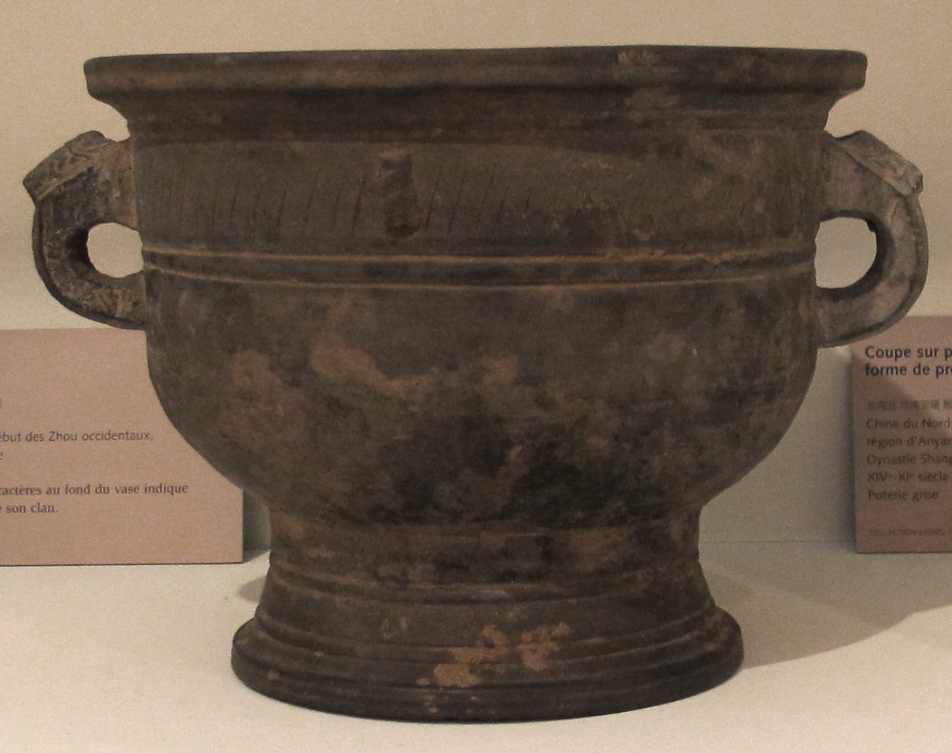
Yu (盂)
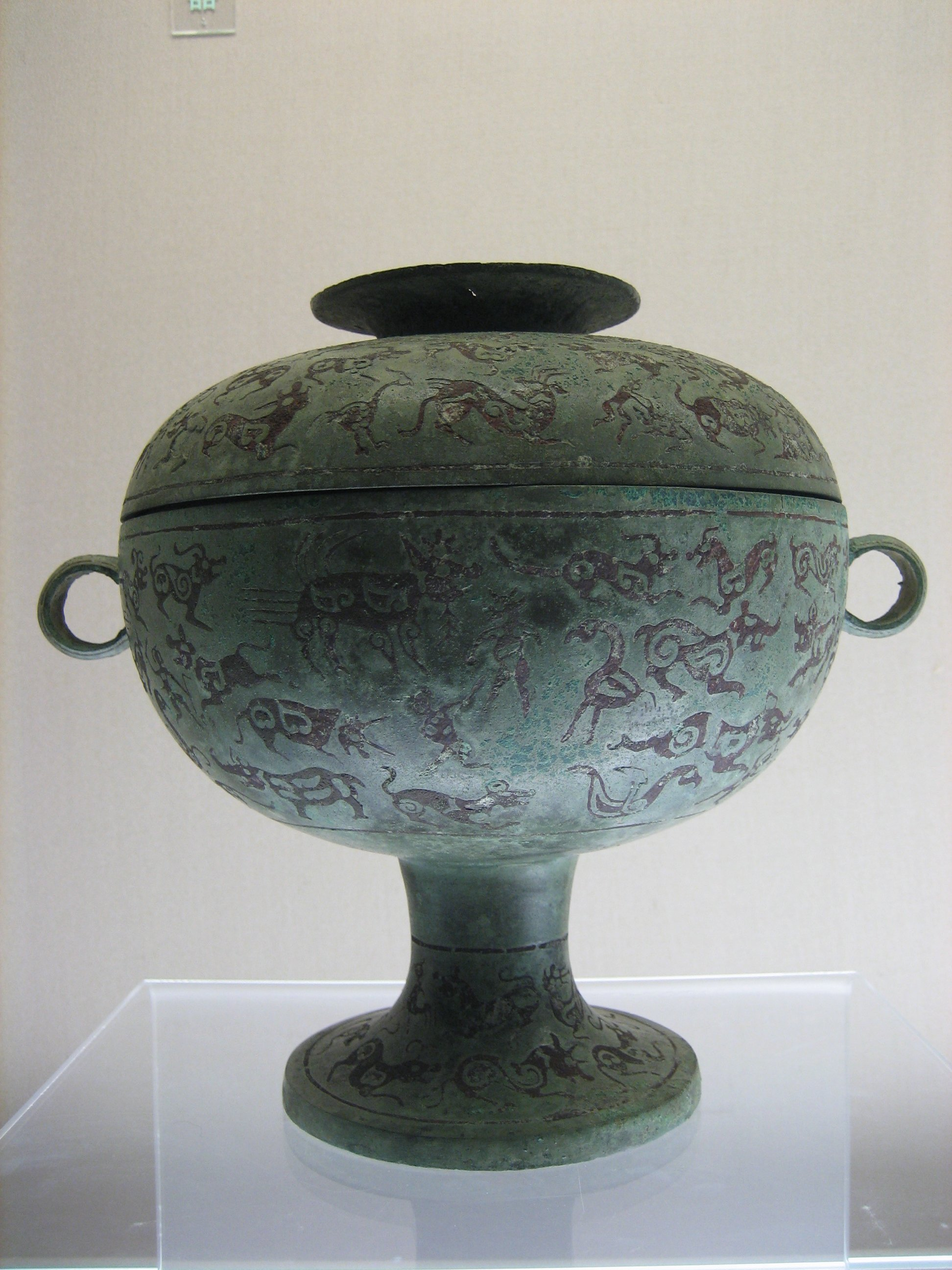
Dou (豆)
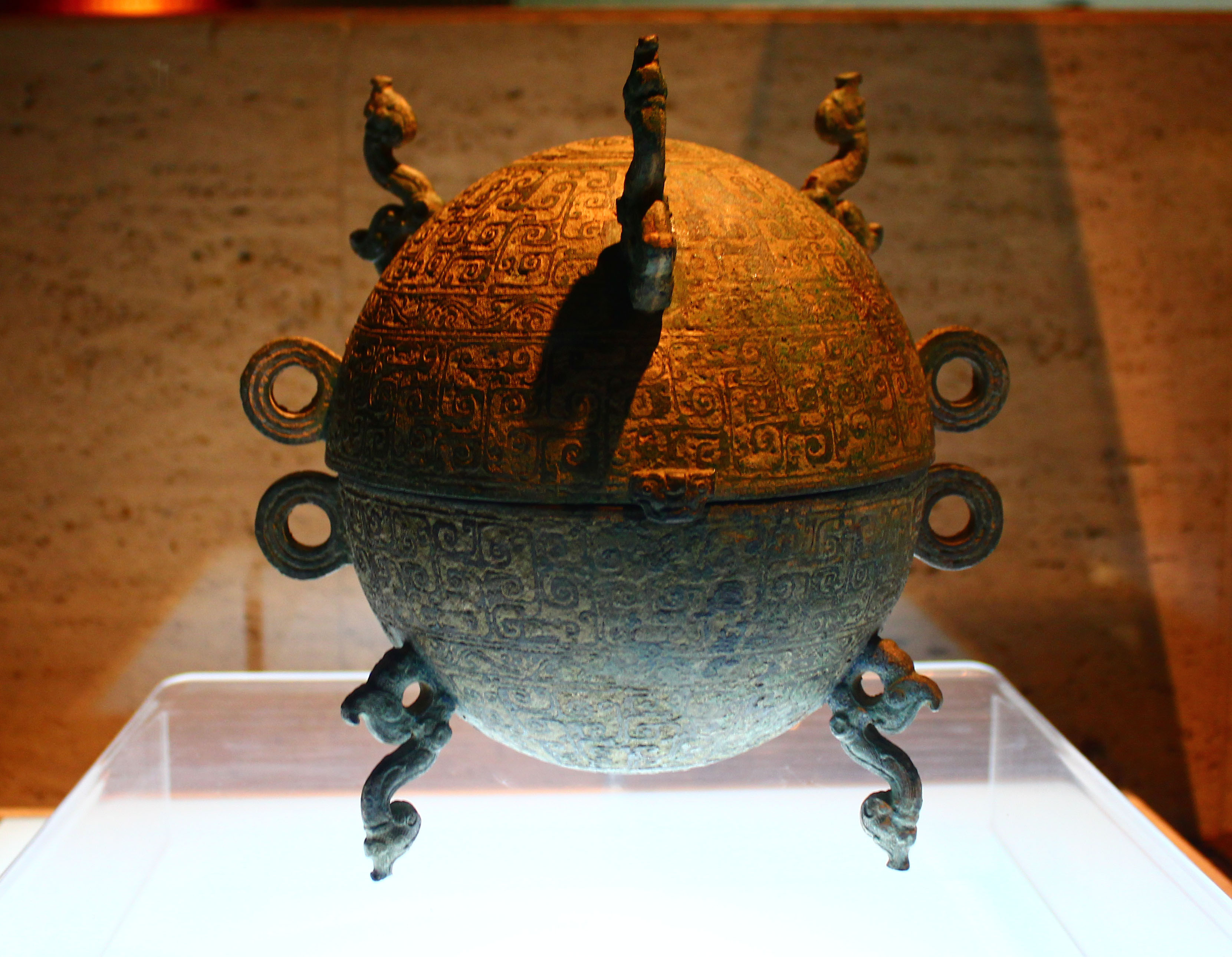
Dui (敦)

### Naczynia na wodę

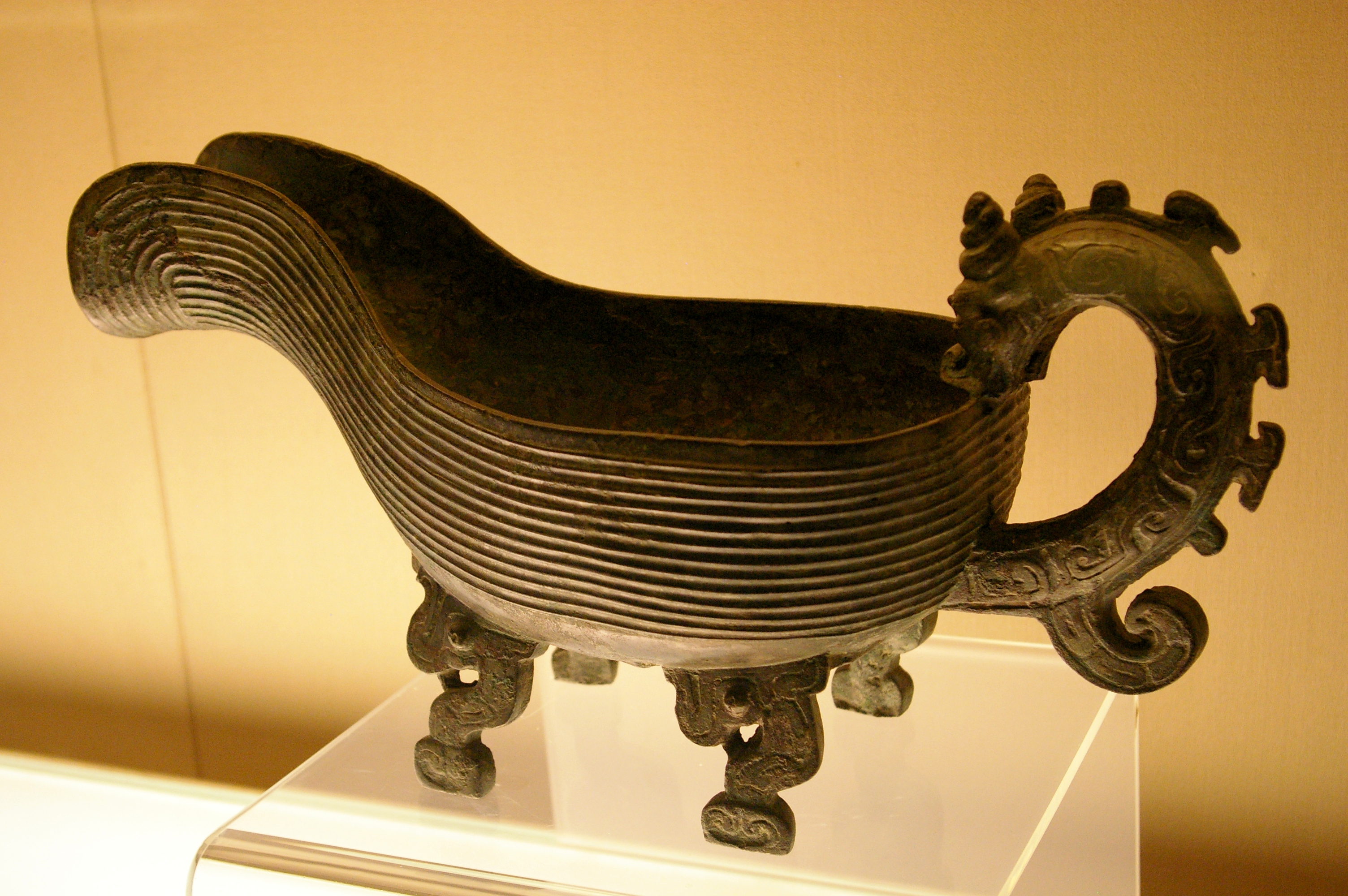
Yi (匜)
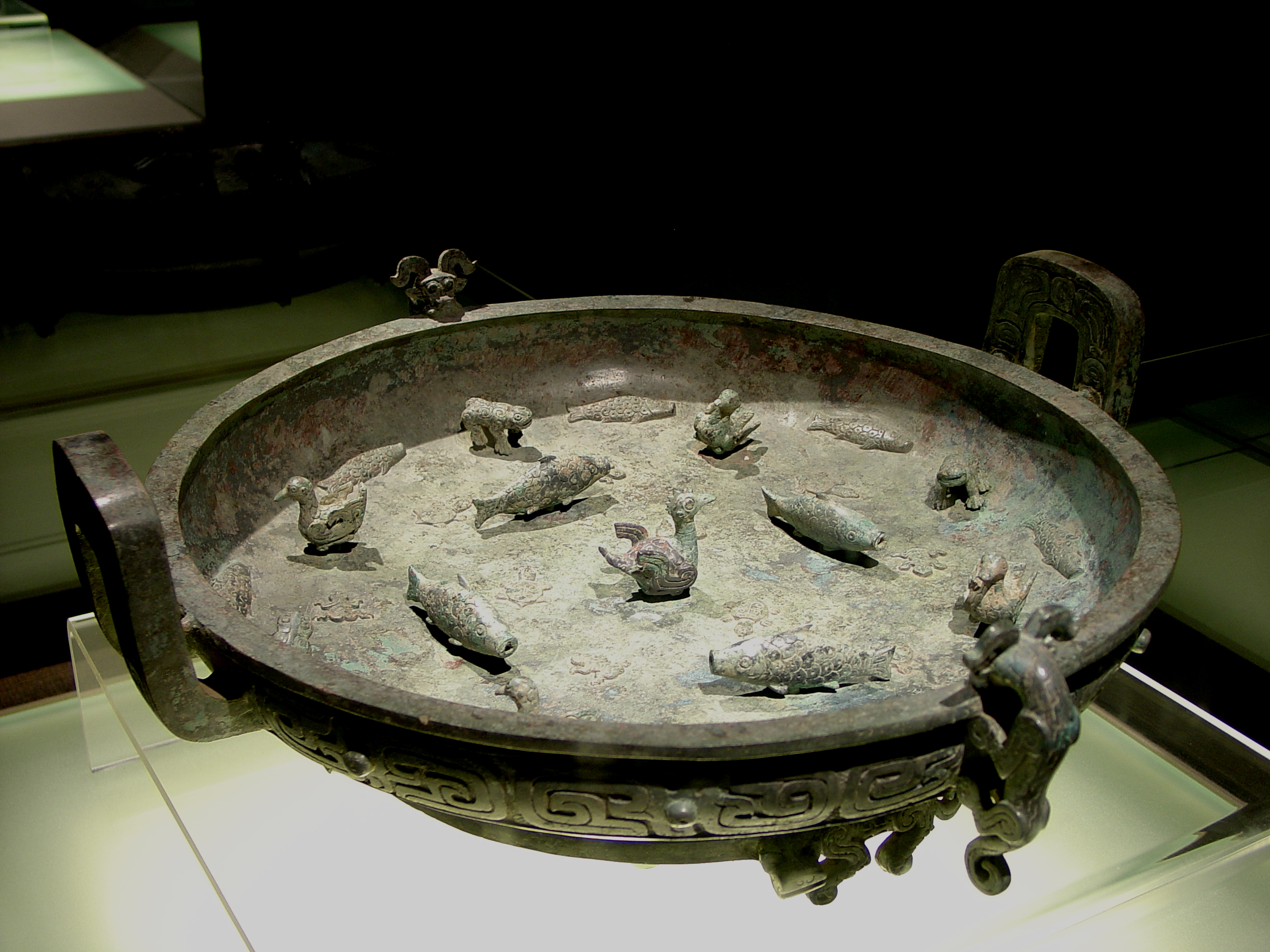
Pan (盤)
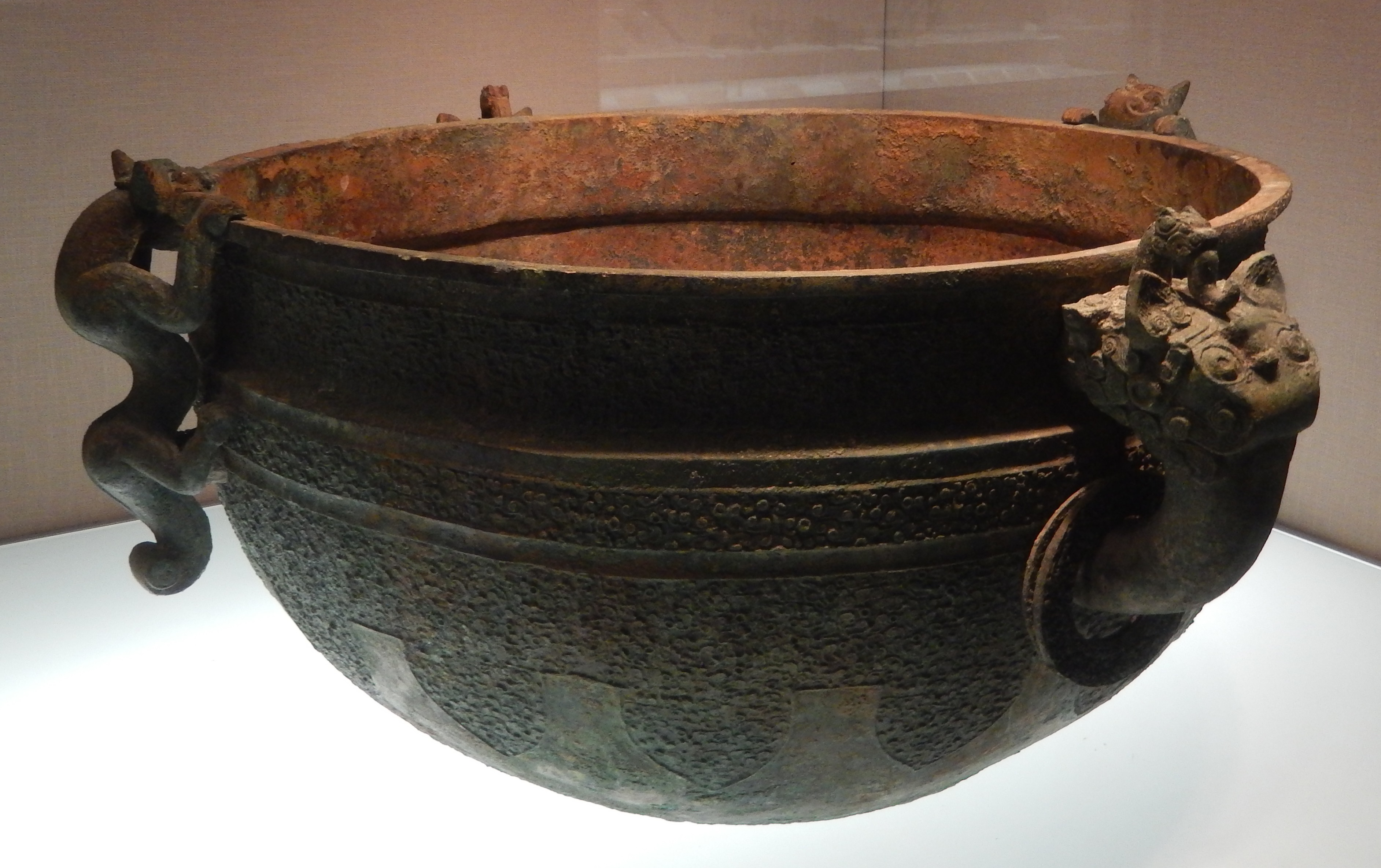
Misa typu jian (鑑)

### Instrumenty muzyczne

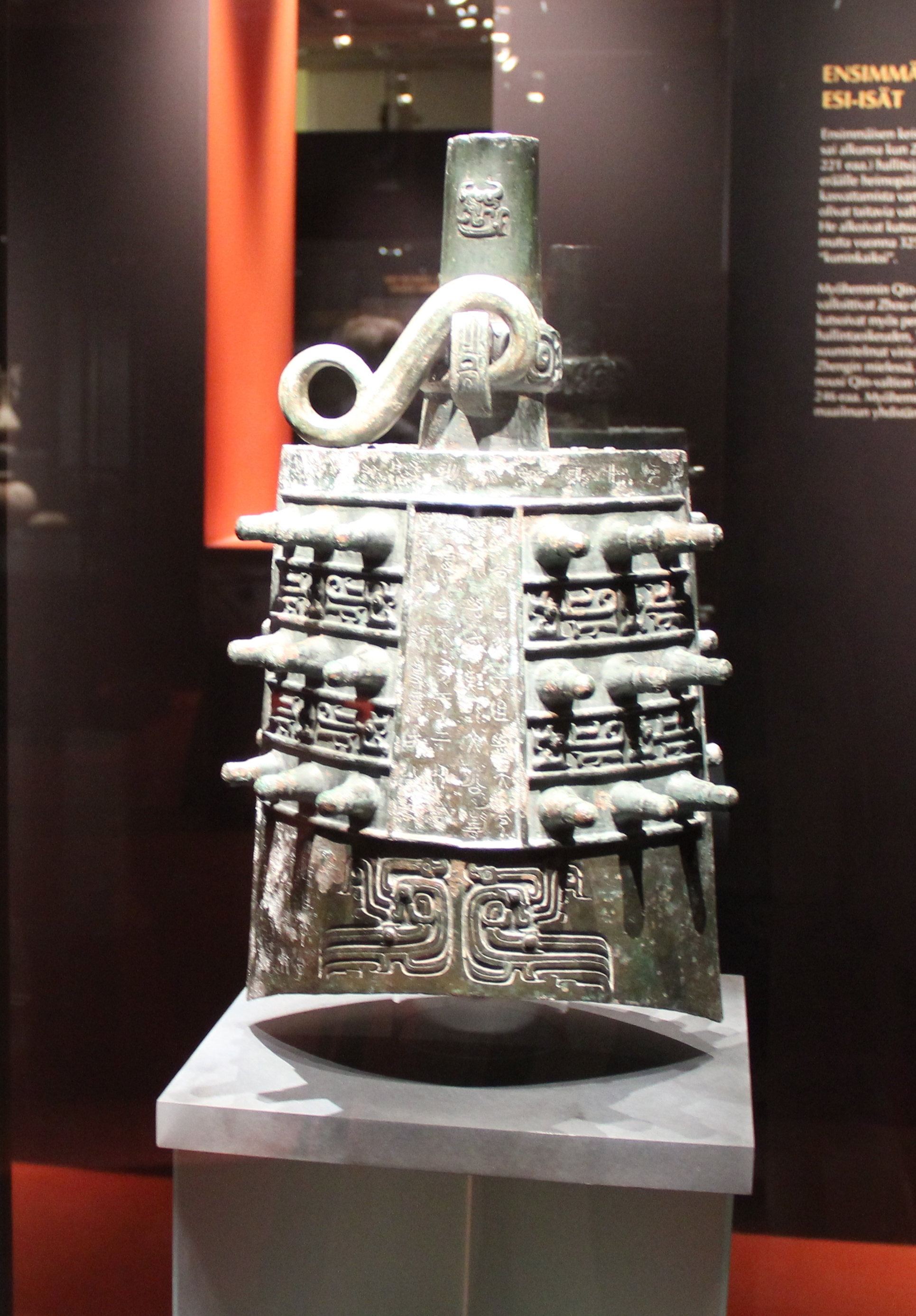
Dzwon typu zhong (鐘)
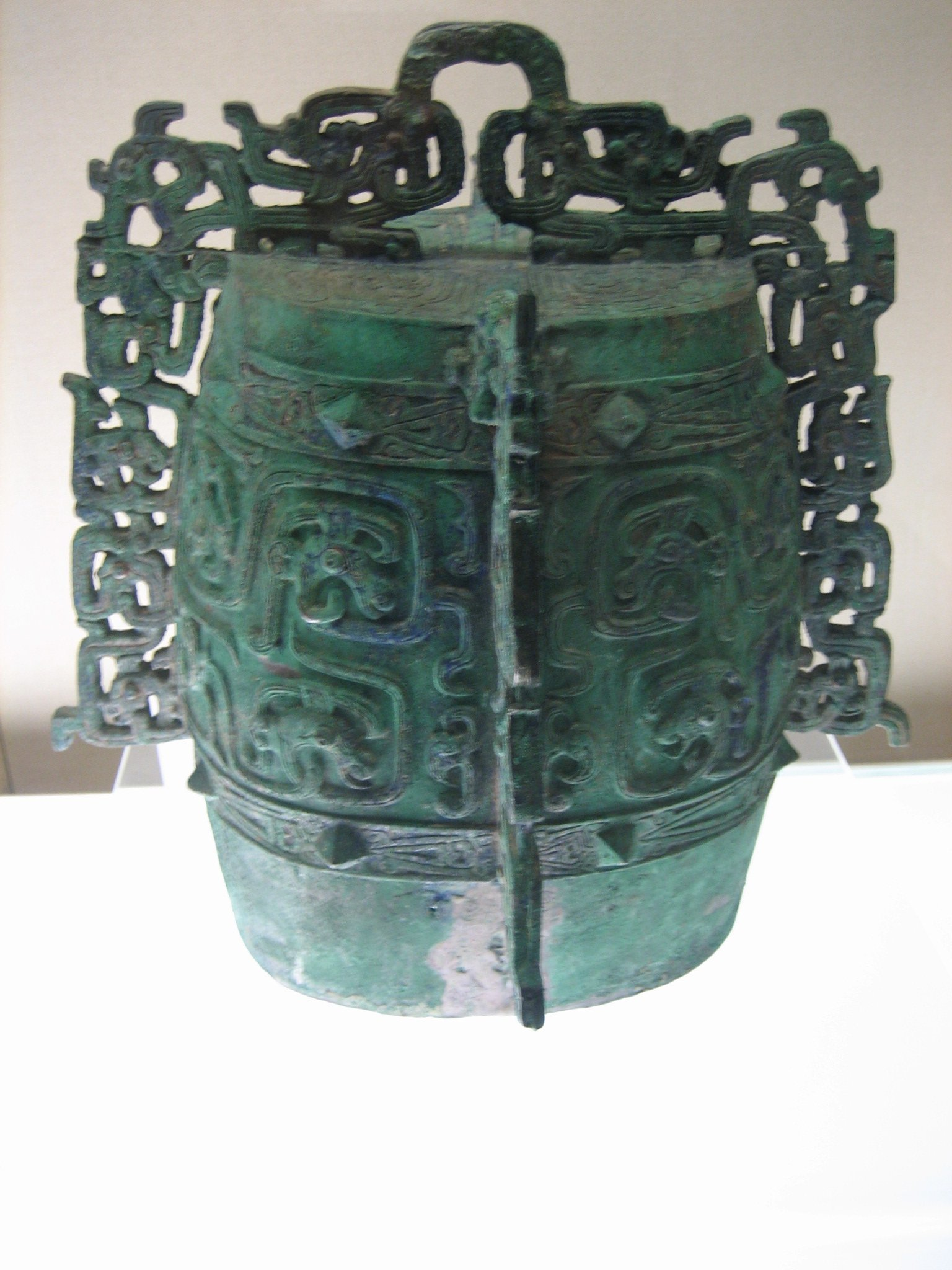
Dzwon typu bo (鏄)
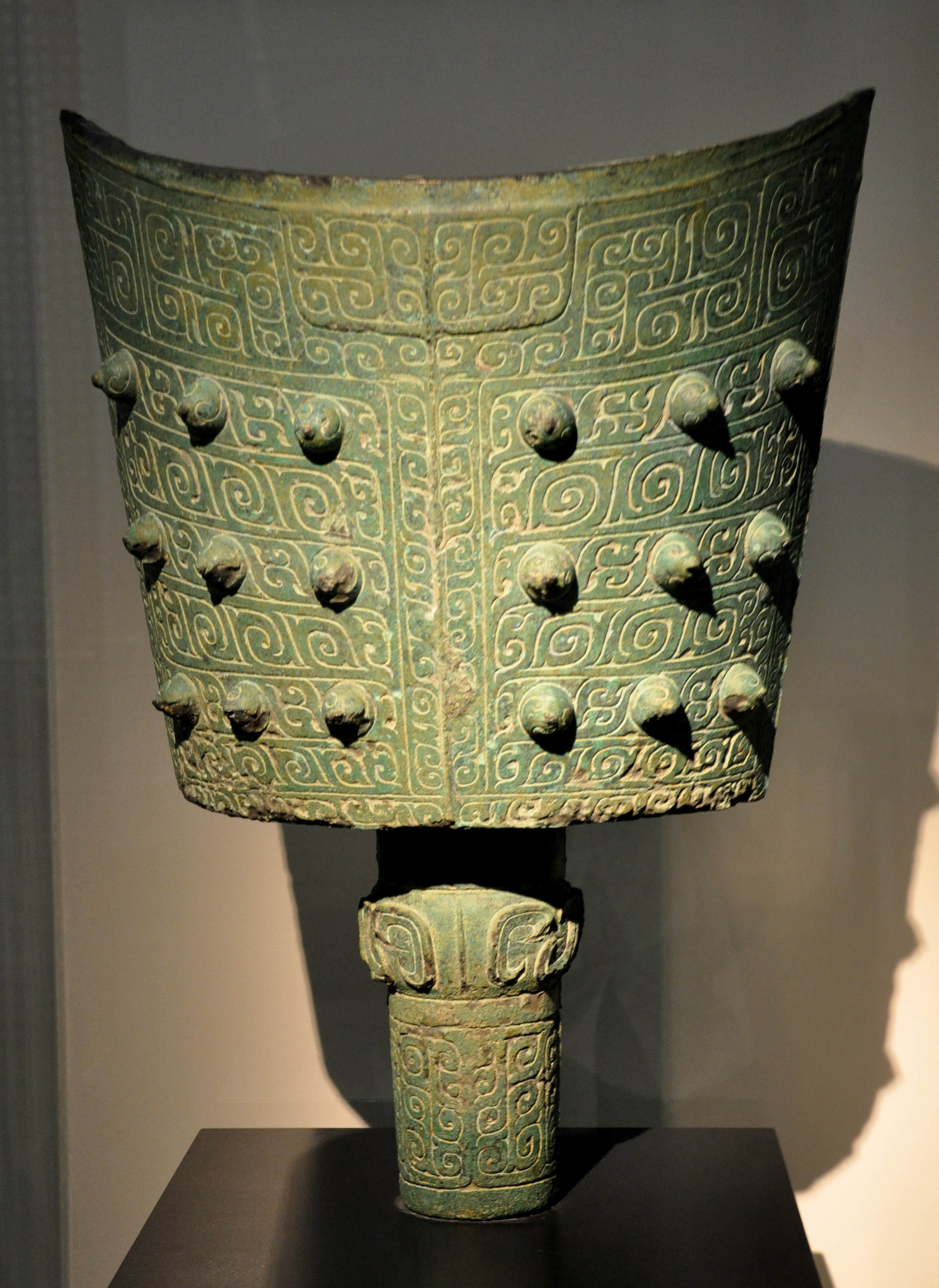
Dzwon typu nao (鐃)
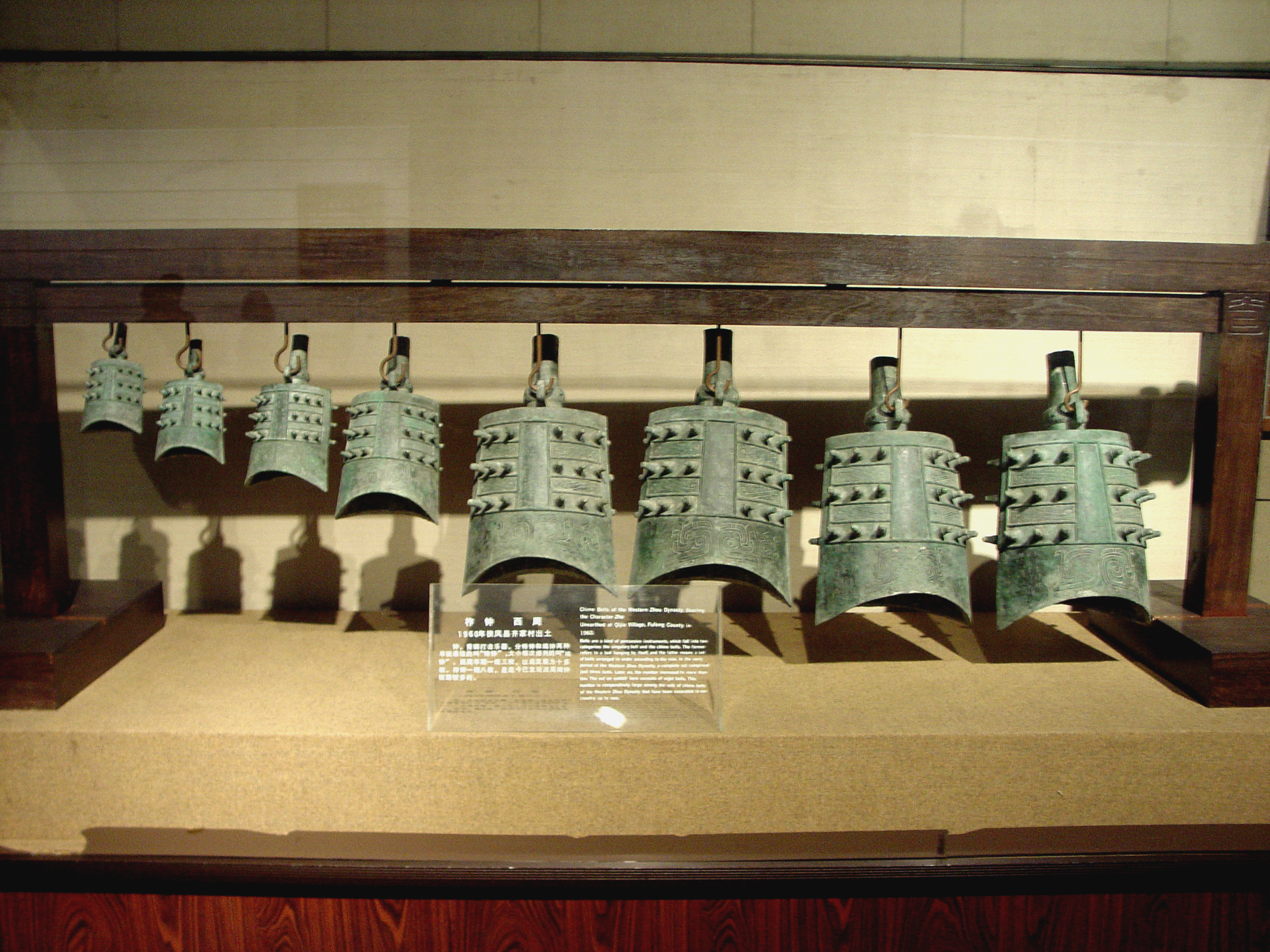
Zestaw strojonych dzwonów (bianzhong)